# VVV-Venlo in het seizoen 2011/12 (mannen)
In seizoen 2011/12 speelt VVV-Venlo in de Eredivisie. Dit voetbalseizoen is gestart op 5 augustus 2011. Een belangrijke wijziging sinds het afgelopen seizoen is nieuwe trainer Glen De Boeck. Begin december vertrok de trainer tijdens de training. Een week later gaf hij in een toelichting tegenover de pers aan dat hij niet de juiste man op het juiste tijdstip op de juiste plaats was. In diezelfde toelichting gaf hij aan dat er een kans is dat hij in de toekomst weer in Venlo trainer zou kunnen zijn. Op 24 december 2011 werd bekend dat Ton Lokhoff na de winterstop verder zou gaan als trainer. Wim Dusseldorp, oud-trainer van Fortuna Sittard, werd hierna aangenomen als technisch manager. VVV nam dit seizoen ook deel aan de KNVB-Beker. Ze werden in de 2e ronde uitgeschakeld door sc Heerenveen. Het werd 0-2.

## Selectie 2011 – 2012
| Nr.           | Naam                 | Nat.      | Geb. dat.  | Contract |
| Keepers       | Keepers              | Keepers   | Keepers    | Keepers  |
| ------------- | -------------------- | --------- | ---------- | -------- |
| 1             | Dennis Gentenaar     | Nederland | 30-09-1975 | 2012     |
| 16            | Wilko de Vogt        | Nederland | 17-09-1975 | 2012     |
| 22            | Robin Udegbe         | Duitsland | 20-03-1991 | amateur  |
| Verdedigers   |                      |           |            |          |
| 2             | Michael Timisela     | Nederland | 05-05-1986 | 2012     |
| 3             | Maya Yoshida         | Japan     | 24-08-1988 | 2013     |
| 4             | Andrea Mei           | Italië    | 18-05-1989 | gehuurd  |
| 5             | Niels Fleuren        | Nederland | 01-11-1986 | 2012     |
| 12            | Ismo Vorstermans     | Nederland | 30-03-1989 | gehuurd  |
| 19            | Ferry de Regt        | Nederland | 29-08-1988 | 2012     |
| 20            | Jeffrey Leiwakabessy | Nederland | 23-02-1981 | 2012     |
| 28            | Mike van den Ban     | Nederland | 11-09-1991 | amateur  |
| 31            | Alex Emenike         | Nigeria   | 22-01-1989 | 2012     |
| Middenvelders |                      |           |            |          |
| 6             | Ken Leemans          | België    | 05-01-1983 | 2012     |
| 8             | Marcel Meeuwis       | Nederland | 31-10-1980 | 2014     |
| 10            | Robert Cullen        | Japan     | 07-06-1985 | 2013     |
| 17            | Quin Kruijsen        | Nederland | 27-11-1990 | 2013     |
| 18            | Barry Maguire        | Nederland | 27-10-1989 | 2014     |
| 23            | Danny Holla          | Nederland | 31-12-1987 | gehuurd  |
| 26            | Rogier Molhoek       | Nederland | 22-07-1981 | 2012     |
| Aanvallers    |                      |           |            |          |
| 7             | Ahmed Musa           | Nigeria   | 14-10-1992 | 2013     |
| 7             | Steven Berghuis      | Nederland | 19-12-1991 | gehuurd  |
| 9             | Uche Nwofor          | Nigeria   | 17-09-1991 | 2015     |
| 11            | Bryan Linssen        | Nederland | 08-10-1990 | 2014     |
| 14            | Michael Uchebo       | Nigeria   | 27-09-1990 | 2012     |
| 21            | Soufiane Dadda       | Nederland | 18-06-1990 | 2012     |
| 25            | Rick Verbeek         | Nederland | 14-12-1988 | 2012     |
| 27            | Anil Gülner          | Nederland | 14-04-1991 | amateur  |
| 29            | Aziz Khalouta        | Marokko   | 08-08-1989 | amateur  |
| 30            | Yanic Wildschut      | Nederland | 01-11-1991 | 2014     |

### Aangetrokken spelers
| Nat.      | Naam                 | Van                                                   | Bijzonderheden |
| Zomer     | Zomer                | Zomer                                                 | Zomer          |
| --------- | -------------------- | ----------------------------------------------------- | -------------- |
| Nederland | Mike van den Ban     | Eigen jeugd                                           | Amateur        |
| Nederland | Anil Gülner          | Eigen jeugd                                           | Amateur        |
| Marokko   | Aziz Khalouta        | SV Blerick                                            | Amateur        |
| Nederland | Barry Maguire        | FC Utrecht                                            | Transfervrij   |
| Nederland | Marcel Meeuwis       | Borussia Mönchengladbach (was verhuurd aan Feyenoord) | Transfervrij   |
| Italië    | Andrea Mei           | Internazionale (was verhuurd aan Piacenza)            | Gehuurd        |
| Nederland | Rogier Molhoek       | Vitesse                                               | Transfervrij   |
| Nigeria   | Uche Nwofor          | Enugu Rangers                                         | Onbekend       |
| Nederland | Wilko de Vogt        | FC Twente                                             | Transfervrij   |
| Nederland | Yanic Wildschut      | FC Zwolle                                             | € 200.000,-    |
| Winter    |                      |                                                       |                |
| Nederland | Steven Berghuis      | FC Twente                                             | Gehuurd        |
| Nederland | Danny Holla          | FC Groningen                                          | Gehuurd        |
| Nederland | Jeffrey Leiwakabessy | Anorthosis Famagusta                                  | Transfervrij   |
| Nederland | Ismo Vorstermans     | FC Utrecht                                            | Gehuurd        |

### Vertrokken spelers
| Nat.      | Naam                | Naar            | Bijzonderheden           |
| Zomer     | Zomer               | Zomer           | Zomer                    |
| --------- | ------------------- | --------------- | ------------------------ |
| Nederland | Achmed Ahahaoui     | FC Volendam     | Transfervrij             |
| België    | Kevin Begois        | FC Den Bosch    | Transfervrij             |
| Nederland | Ruud Boymans        | AZ              | Onbekend                 |
| Portugal  | Jorge Chula         | União Leiria    | Was gehuurd van FC Porto |
| Nederland | Delano van Crooij   | FC Zwolle       | Transfervrij             |
| Marokko   | Youssef El Akchaoui | sc Heerenveen   | Was gehuurd              |
| Nederland | Randy Frijn         | SDC Putten      | Amateur                  |
| Nederland | Roel Janssen        | Fortuna Sittard | Amateur                  |
| Nederland | Frank van Kouwen    | FC Eindhoven    | Transfervrij             |
| Portugal  | Josué               | Paços Ferreira  | Was gehuurd van FC Porto |
| Nederland | Rachid Ofrany       | Fortuna Sittard | Transfervrij             |
| België    | Funso Ojo           | PSV             | Was gehuurd              |
| Hongarije | Balázs Tóth         | Videoton        | Was gehuurd van KRC Genk |
| Kroatië   | Dario Vujičević     | FC Twente       | Was gehuurd              |
| Winter    |                     |                 |                          |
| Nigeria   | Ahmed Musa          | CSKA Moskou     | € 5.000.000,-            |

### Staf
| Glen De Boeck      | hoofdtrainer (tot 6 december 2011)                                   |
| Ton Lokhoff        | hoofdtrainer (vanaf 24 december 2011)                                |
| Wil Boessen        | assistent-trainer, van 6 december tot 24 december 2011ː hoofdtrainer |
| Ben van Dael       | assistent-trainer                                                    |
| Wim Jacobs         | keeperstrainer                                                       |
| Rinus Louwers      | revalidatietrainer / fysioherapeut                                   |
| Jan Reijmer        | verzorger                                                            |
| Rob Eijkelenboom   | teamarts                                                             |
| Sjoerd Kaarsemaker | orthopedisch chirurg                                                 |
| Falk Louwers       | fysiotherapeut                                                       |

Tot 6 december 2011 was Glen De Boeck trainer van VVV-Venlo. Enkele dagen na de 7-0 nederlaag bij Heracles Almelo stapte hij echter op. Assistent Wil Boessen vervulde vervolgens enkele weken de rol van interim-trainer, totdat Ton Lokhoff werd aangesteld als nieuwe trainer.

## Wedstrijden

### Eredivisie
Speelronde 1:
| Zaterdag 6 augustus 2011, 20:45 | VVV-Venlo | 0-0 (0-0) | FC Utrecht | Opstelling VVV-Venlo | Opstelling FC Utrecht |  |
| Stadion: Seacon Stadion - De Koel -, Venlo Toeschouwers: 7.850 Arbiter: Gözübüyük |           |           |            | Gentenaar, De Regt, Mei , Yoshida, Emenike, Maguire 90' ( Dadda), Meeuwis , Kruijsen 67' ( Molhoek 79'), Linssen, Wildschut 68' ( Uchebo), Cullen | Vorm, Van der Maarel, Nilsson, Schut , Zullo, Mårtensson 64' ( Sarota), Wuytens, Asare, Lensky, Demouge, Boldewijn 77' ( Lilipaly) |  |
| Stadion: Seacon Stadion - De Koel -, Venlo Toeschouwers: 7.850 Arbiter: Gözübüyük |           |           |            | Gentenaar, De Regt, Mei , Yoshida, Emenike, Maguire 90' ( Dadda), Meeuwis , Kruijsen 67' ( Molhoek 79'), Linssen, Wildschut 68' ( Uchebo), Cullen | Vorm, Van der Maarel, Nilsson, Schut , Zullo, Mårtensson 64' ( Sarota), Wuytens, Asare, Lensky, Demouge, Boldewijn 77' ( Lilipaly) |  |
| Stadion: Seacon Stadion - De Koel -, Venlo Toeschouwers: 7.850 Arbiter: Gözübüyük |           |           |            | Gentenaar, De Regt, Mei , Yoshida, Emenike, Maguire 90' ( Dadda), Meeuwis , Kruijsen 67' ( Molhoek 79'), Linssen, Wildschut 68' ( Uchebo), Cullen | Vorm, Van der Maarel, Nilsson, Schut , Zullo, Mårtensson 64' ( Sarota), Wuytens, Asare, Lensky, Demouge, Boldewijn 77' ( Lilipaly) |  |
| Bijz.: Leemans geschorst (2e wedstrijd) vanwege directe rode kaart in de wedstrijd FC Zwolle – VVV (seizoen 2010/11). Timisela geschorst (1e wedstrijd) vanwege directe rode kaart in de wedstrijd VVV – FC Zwolle. |           |           |            | | |  |

Speelronde 2:
| Zaterdag 13 augustus 2011, 19:45 | Vitesse                                                   | 4-0 (2-0) | VVV-Venlo | Opstelling Vitesse | Opstelling VVV-Venlo |  |
| Stadion: Gelredome, Arnhem Toeschouwers: 15.150 Arbiter: Van Sichem | Van Ginkel 5' Meeuwis 14' (e.d.) Bony 51' Tsjantoeria 89' |           |           | Meerits, Van der Struijk, Kasjia, Drost, Büttner, Van Ginkel, Pröpper, Hofs 76' ( Yasuda), Tsjantoeria, Bony 90' ( Darri), Jenner 85' ( Tighadouini) | Gentenaar, De Regt , Mei, Yoshida, Emenike 65' ( Fleuren), Maguire 46' ( Uchebo), Meeuwis , Kruijsen, Linssen, Wildschut 81' ( Dadda), Cullen |  |
| Stadion: Gelredome, Arnhem Toeschouwers: 15.150 Arbiter: Van Sichem |                                                           |           |           | Meerits, Van der Struijk, Kasjia, Drost, Büttner, Van Ginkel, Pröpper, Hofs 76' ( Yasuda), Tsjantoeria, Bony 90' ( Darri), Jenner 85' ( Tighadouini) | Gentenaar, De Regt , Mei, Yoshida, Emenike 65' ( Fleuren), Maguire 46' ( Uchebo), Meeuwis , Kruijsen, Linssen, Wildschut 81' ( Dadda), Cullen |  |
| Stadion: Gelredome, Arnhem Toeschouwers: 15.150 Arbiter: Van Sichem |                                                           |           |           | Meerits, Van der Struijk, Kasjia, Drost, Büttner, Van Ginkel, Pröpper, Hofs 76' ( Yasuda), Tsjantoeria, Bony 90' ( Darri), Jenner 85' ( Tighadouini) | Gentenaar, De Regt , Mei, Yoshida, Emenike 65' ( Fleuren), Maguire 46' ( Uchebo), Meeuwis , Kruijsen, Linssen, Wildschut 81' ( Dadda), Cullen |  |
| Bijz.: Timisela geschorst (2e wedstrijd) vanwege directe rode kaart in de wedstrijd VVV – FC Zwolle. Molhoek geschorst (1e wedstrijd) vanwege directe rode kaart in de wedstrijd VVV – FC Utrecht. |                                                           |           |           | | |  |

Speelronde 3:
| Zondag 21 augustus 2011, 14:30 | VVV-Venlo         | 2-2 (0-0) | Ajax                       | Opstelling VVV-Venlo | Opstelling Ajax |  |
| Stadion: Seacon Stadion - De Koel -, Venlo Toeschouwers: 8.000 Arbiter: Bossen | Musa 47' Musa 60' |           | 68' Janssen 69' Sigþórsson | Gentenaar, De Regt, Mei, Yoshida, Emenike, Maguire, Meeuwis , Linssen 87' ( Kruijsen), Musa 82' ( Verbeek), Uchebo 62' ( Wildschut), Cullen | Vermeer, Van der Wiel, Alderweireld, Vertonghen , Blind 66' ( Anita), De Jong, Janssen, Eriksen, Sulejmani 62' ( Serero), Sigþórsson, Boerrigter 81' ( Ebecilio) |  |
| Stadion: Seacon Stadion - De Koel -, Venlo Toeschouwers: 8.000 Arbiter: Bossen |                   |           |                            | Gentenaar, De Regt, Mei, Yoshida, Emenike, Maguire, Meeuwis , Linssen 87' ( Kruijsen), Musa 82' ( Verbeek), Uchebo 62' ( Wildschut), Cullen | Vermeer, Van der Wiel, Alderweireld, Vertonghen , Blind 66' ( Anita), De Jong, Janssen, Eriksen, Sulejmani 62' ( Serero), Sigþórsson, Boerrigter 81' ( Ebecilio) |  |
| Stadion: Seacon Stadion - De Koel -, Venlo Toeschouwers: 8.000 Arbiter: Bossen |                   |           |                            | Gentenaar, De Regt, Mei, Yoshida, Emenike, Maguire, Meeuwis , Linssen 87' ( Kruijsen), Musa 82' ( Verbeek), Uchebo 62' ( Wildschut), Cullen | Vermeer, Van der Wiel, Alderweireld, Vertonghen , Blind 66' ( Anita), De Jong, Janssen, Eriksen, Sulejmani 62' ( Serero), Sigþórsson, Boerrigter 81' ( Ebecilio) |  |
| Bijz.: Timisela geschorst (3e wedstrijd) vanwege directe rode kaart in de wedstrijd VVV – FC Zwolle. Molhoek geschorst (2e wedstrijd) vanwege directe rode kaart in de wedstrijd VVV – FC Utrecht. |                   |           |                            | | |  |

Speelronde 4:
| Zaterdag 27 augustus 2011, 19:45                                                                     | FC Twente                                 | 4-1 (3-1) | VVV-Venlo | Opstelling FC Twente | Opstelling VVV-Venlo |  |
| Stadion: De Grolsch Veste, Enschede Toeschouwers: 25.700 Arbiter: Van Hulten                         | 2' Ruiz 28' De Jong 31' Janko 66' De Jong |           | 26' Musa  | Michajlov, Cornelisse 46' ( Rosales), Wisgerhof, Douglas, Tiendalli, Brama, De Jong 81' ( Rendla), Janssen, Ruiz, Janko, John 74' ( Berghuis) | Gentenaar, De Regt, Mei, Yoshida 77' ( Timisela), Emenike , Maguire 69' ( Kruijsen), Meeuwis , Linssen, Musa, Uchebo, Cullen 81' ( Wildschut) |  |
| Stadion: De Grolsch Veste, Enschede Toeschouwers: 25.700 Arbiter: Van Hulten                         |                                           |           |           | Michajlov, Cornelisse 46' ( Rosales), Wisgerhof, Douglas, Tiendalli, Brama, De Jong 81' ( Rendla), Janssen, Ruiz, Janko, John 74' ( Berghuis) | Gentenaar, De Regt, Mei, Yoshida 77' ( Timisela), Emenike , Maguire 69' ( Kruijsen), Meeuwis , Linssen, Musa, Uchebo, Cullen 81' ( Wildschut) |  |
| Stadion: De Grolsch Veste, Enschede Toeschouwers: 25.700 Arbiter: Van Hulten                         |                                           |           |           | Michajlov, Cornelisse 46' ( Rosales), Wisgerhof, Douglas, Tiendalli, Brama, De Jong 81' ( Rendla), Janssen, Ruiz, Janko, John 74' ( Berghuis) | Gentenaar, De Regt, Mei, Yoshida 77' ( Timisela), Emenike , Maguire 69' ( Kruijsen), Meeuwis , Linssen, Musa, Uchebo, Cullen 81' ( Wildschut) |  |
| Bijz.: Molhoek geschorst (3e wedstrijd) vanwege directe rode kaart in de wedstrijd VVV – FC Utrecht. |                                           |           |           | | |  |

Speelronde 5:
| Zondag 11 september 2011, 14:30                                                 | VVV-Venlo                          | 3-3 (0-2) | PSV                                | Opstelling VVV-Venlo | Opstelling PSV |  |
| Stadion: Seacon Stadion - De Koel -, Venlo Toeschouwers: 7.931 Arbiter: Nijhuis | De Regt 48' Nwofor 52' Yoshida 54' |           | 11' Toivonen 34' Mertens 76' Bouma | Gentenaar, De Regt, Mei 46' ( Timisela), Yoshida, Emenike , Molhoek 82' ( Kruijsen), Meeuwis 83', Linssen 46' ( Maguire), Musa, Nwofor, Cullen | Tytoń, Manolev , Marcelo 90' ( Derijck), Bouma, Pieters, Wijnaldum, Toivonen, Strootman, Labyad 59' ( Matavž), Lens, Mertens |  |
| Stadion: Seacon Stadion - De Koel -, Venlo Toeschouwers: 7.931 Arbiter: Nijhuis |                                    |           |                                    | Gentenaar, De Regt, Mei 46' ( Timisela), Yoshida, Emenike , Molhoek 82' ( Kruijsen), Meeuwis 83', Linssen 46' ( Maguire), Musa, Nwofor, Cullen | Tytoń, Manolev , Marcelo 90' ( Derijck), Bouma, Pieters, Wijnaldum, Toivonen, Strootman, Labyad 59' ( Matavž), Lens, Mertens |  |
| Stadion: Seacon Stadion - De Koel -, Venlo Toeschouwers: 7.931 Arbiter: Nijhuis |                                    |           |                                    | Gentenaar, De Regt, Mei 46' ( Timisela), Yoshida, Emenike , Molhoek 82' ( Kruijsen), Meeuwis 83', Linssen 46' ( Maguire), Musa, Nwofor, Cullen | Tytoń, Manolev , Marcelo 90' ( Derijck), Bouma, Pieters, Wijnaldum, Toivonen, Strootman, Labyad 59' ( Matavž), Lens, Mertens |  |
|                                                                                 |                                    |           |                                    | | |  |

Speelronde 6:
| Zaterdag 17 september 2011, 19:45                                                             | VVV-Venlo | 0-3 (0-0) | sc Heerenveen                     | Opstelling VVV-Venlo | Opstelling sc Heerenveen                                                                                                 |  |
| Stadion: Seacon Stadion - De Koel -, Venlo Toeschouwers: 7.500 Arbiter: Gözübüyük             |           |           | 74' Narsingh 82' Dost 89' Assaidi | Gentenaar, Timisela 85' ( Wildschut), De Regt , Yoshida , Emenike, Molhoek 82' ( Kruijsen), Maguire, Cullen 75' ( Linssen), Uchebo, Nwofor, Musa | Vandenbussche, Janmaat, Zomer , Gouweleeuw, El Akchaoui, Kums, Elm, Đuričić, Narsingh, Dost, Assaidi 90' ( Van La Parra) |  |
| Stadion: Seacon Stadion - De Koel -, Venlo Toeschouwers: 7.500 Arbiter: Gözübüyük             |           |           |                                   | Gentenaar, Timisela 85' ( Wildschut), De Regt , Yoshida , Emenike, Molhoek 82' ( Kruijsen), Maguire, Cullen 75' ( Linssen), Uchebo, Nwofor, Musa | Vandenbussche, Janmaat, Zomer , Gouweleeuw, El Akchaoui, Kums, Elm, Đuričić, Narsingh, Dost, Assaidi 90' ( Van La Parra) |  |
| Stadion: Seacon Stadion - De Koel -, Venlo Toeschouwers: 7.500 Arbiter: Gözübüyük             |           |           |                                   | Gentenaar, Timisela 85' ( Wildschut), De Regt , Yoshida , Emenike, Molhoek 82' ( Kruijsen), Maguire, Cullen 75' ( Linssen), Uchebo, Nwofor, Musa | Vandenbussche, Janmaat, Zomer , Gouweleeuw, El Akchaoui, Kums, Elm, Đuričić, Narsingh, Dost, Assaidi 90' ( Van La Parra) |  |
| Bijz.: Meeuwis geschorst (1e wedstrijd) vanwege directe rode kaart in de wedstrijd VVV – PSV. |           |           |                                   | | |  |

Speelronde 7:
| Zaterdag 24 september 2011, 19:45                                                             | ADO Den Haag               | 2-0 (2-0) | VVV-Venlo | Opstelling ADO Den Haag | Opstelling VVV-Venlo |  |
| Stadion: Kyocera Stadion, Den Haag Toeschouwers: 11.884 Arbiter: Kuipers                      | J. Verhoek 20' Horváth 40' |           |           | Coutinho, Ammi, Horváth 76' ( Mörec), Kum , Supusepa, Radosavljevič, Immers, Toornstra, W. Verhoek 68' ( Elbers), J. Verhoek 88' ( Van Duinen), Chery | Gentenaar, Timisela, De Regt , Yoshida, Emenike 59' ( Fleuren), Molhoek 82' ( Kruijsen), Maguire, Cullen, Musa, Uchebo, Linssen 70' ( Nwofor) |  |
| Stadion: Kyocera Stadion, Den Haag Toeschouwers: 11.884 Arbiter: Kuipers                      |                            |           |           | Coutinho, Ammi, Horváth 76' ( Mörec), Kum , Supusepa, Radosavljevič, Immers, Toornstra, W. Verhoek 68' ( Elbers), J. Verhoek 88' ( Van Duinen), Chery | Gentenaar, Timisela, De Regt , Yoshida, Emenike 59' ( Fleuren), Molhoek 82' ( Kruijsen), Maguire, Cullen, Musa, Uchebo, Linssen 70' ( Nwofor) |  |
| Stadion: Kyocera Stadion, Den Haag Toeschouwers: 11.884 Arbiter: Kuipers                      |                            |           |           | Coutinho, Ammi, Horváth 76' ( Mörec), Kum , Supusepa, Radosavljevič, Immers, Toornstra, W. Verhoek 68' ( Elbers), J. Verhoek 88' ( Van Duinen), Chery | Gentenaar, Timisela, De Regt , Yoshida, Emenike 59' ( Fleuren), Molhoek 82' ( Kruijsen), Maguire, Cullen, Musa, Uchebo, Linssen 70' ( Nwofor) |  |
| Bijz.: Meeuwis geschorst (3e wedstrijd) vanwege directe rode kaart in de wedstrijd VVV – PSV. |                            |           |           | | |  |

Speelronde 8:
| Zondag 2 oktober 2011, 12:30                                                            | VVV-Venlo                  | 1-3 (0-1) | AZ                            | Opstelling VVV-Venlo | Opstelling AZ |  |
| Stadion: Seacon Stadion - De Koel -, Venlo Toeschouwers: 7.350 Arbiter: Wouters, België | Musa 90' (pen.) Cullen 90' |           | 32' Elm 62' Maher 73' Poulsen | De Vogt, Timisela, De Regt, Yoshida, Emenike, Maguire 74' ( Nwofor), Meeuwis 63' ( Kruijsen), Molhoek, Musa, Uchebo, Cullen | Esteban, Marcellis 78' ( Reijnen), Moisander, Viergever, Klavan 58' ( Poulsen), Wernbloom, Maher, Elm, Beerens, Altidore 58' ( Benschop), Holman |  |
| Stadion: Seacon Stadion - De Koel -, Venlo Toeschouwers: 7.350 Arbiter: Wouters, België |                            |           |                               | De Vogt, Timisela, De Regt, Yoshida, Emenike, Maguire 74' ( Nwofor), Meeuwis 63' ( Kruijsen), Molhoek, Musa, Uchebo, Cullen | Esteban, Marcellis 78' ( Reijnen), Moisander, Viergever, Klavan 58' ( Poulsen), Wernbloom, Maher, Elm, Beerens, Altidore 58' ( Benschop), Holman |  |
| Stadion: Seacon Stadion - De Koel -, Venlo Toeschouwers: 7.350 Arbiter: Wouters, België |                            |           |                               | De Vogt, Timisela, De Regt, Yoshida, Emenike, Maguire 74' ( Nwofor), Meeuwis 63' ( Kruijsen), Molhoek, Musa, Uchebo, Cullen | Esteban, Marcellis 78' ( Reijnen), Moisander, Viergever, Klavan 58' ( Poulsen), Wernbloom, Maher, Elm, Beerens, Altidore 58' ( Benschop), Holman |  |
|                                                                                         |                            |           |                               | | |  |

Speelronde 9:
| Zondag 16 oktober 2011, 14:30                                                  | Feyenoord                                                            | 4-0 (1-0) | VVV-Venlo | Opstelling Feyenoord | Opstelling VVV-Venlo |  |
| Stadion: Stadion Feijenoord, Rotterdam Toeschouwers: 47.000 Arbiter: Gözübüyük | Guidetti 31' (pen.) Guidetti 50' (pen.) El Ahmadi 52' Van Haaren 83' |           |           | Mulder, Leerdam, De Vrij, Vlaar, Martins Indi, El Ahmadi 77' ( Van Haaren), Bakkal, Clasie, Cabral, Guidetti 67' ( Fernandez), Schaken 67' ( Biseswar) | De Vogt, Timisela , De Regt , Yoshida, Emenike 78' ( Molhoek), Maguire, Meeuwis , Cullen, Linssen 63' ( Kruijsen), Uchebo 74' ( Nwofor), Musa , 43' |  |
| Stadion: Stadion Feijenoord, Rotterdam Toeschouwers: 47.000 Arbiter: Gözübüyük |                                                                      |           |           | Mulder, Leerdam, De Vrij, Vlaar, Martins Indi, El Ahmadi 77' ( Van Haaren), Bakkal, Clasie, Cabral, Guidetti 67' ( Fernandez), Schaken 67' ( Biseswar) | De Vogt, Timisela , De Regt , Yoshida, Emenike 78' ( Molhoek), Maguire, Meeuwis , Cullen, Linssen 63' ( Kruijsen), Uchebo 74' ( Nwofor), Musa , 43' |  |
| Stadion: Stadion Feijenoord, Rotterdam Toeschouwers: 47.000 Arbiter: Gözübüyük |                                                                      |           |           | Mulder, Leerdam, De Vrij, Vlaar, Martins Indi, El Ahmadi 77' ( Van Haaren), Bakkal, Clasie, Cabral, Guidetti 67' ( Fernandez), Schaken 67' ( Biseswar) | De Vogt, Timisela , De Regt , Yoshida, Emenike 78' ( Molhoek), Maguire, Meeuwis , Cullen, Linssen 63' ( Kruijsen), Uchebo 74' ( Nwofor), Musa , 43' |  |
|                                                                                |                                                                      |           |           | | |  |

Speelronde 10:
| Zaterdag 22 oktober 2011, 18:45                                                       | VVV-Venlo                                        | 4-1 (2-0) | RKC Waalwijk                 | Opstelling VVV-Venlo | Opstelling RKC Waalwijk                                                                                                   |  |
| Stadion: Seacon Stadion - De Koel -, Venlo Toeschouwers: 7.655 Arbiter: Sanders       | Yoshida 16' Wildschut 41' Nwofor 73' Linssen 78' |           | 65' Braber 90' (pen.) Braber | De Vogt, Timisela, De Regt, Yoshida, Fleuren, Maguire, Meeuwis , Linssen 90' ( Molhoek), Wildschut, Uchebo 69' ( Nwofor), Cullen 82' ( Dadda) | Zoet, Bandjar, Drost, Ramos 46' ( Duits), Van Peppen, Auassar, Sno, Braber, Castillion, Ten Voorde, Meijers 46' ( Bridji) |  |
| Stadion: Seacon Stadion - De Koel -, Venlo Toeschouwers: 7.655 Arbiter: Sanders       |                                                  |           |                              | De Vogt, Timisela, De Regt, Yoshida, Fleuren, Maguire, Meeuwis , Linssen 90' ( Molhoek), Wildschut, Uchebo 69' ( Nwofor), Cullen 82' ( Dadda) | Zoet, Bandjar, Drost, Ramos 46' ( Duits), Van Peppen, Auassar, Sno, Braber, Castillion, Ten Voorde, Meijers 46' ( Bridji) |  |
| Stadion: Seacon Stadion - De Koel -, Venlo Toeschouwers: 7.655 Arbiter: Sanders       |                                                  |           |                              | De Vogt, Timisela, De Regt, Yoshida, Fleuren, Maguire, Meeuwis , Linssen 90' ( Molhoek), Wildschut, Uchebo 69' ( Nwofor), Cullen 82' ( Dadda) | Zoet, Bandjar, Drost, Ramos 46' ( Duits), Van Peppen, Auassar, Sno, Braber, Castillion, Ten Voorde, Meijers 46' ( Bridji) |  |
| Bijz.: Musa automatisch geschorst vanwege rode kaart in de wedstrijd Feyenoord - VVV. |                                                  |           |                              | | |  |

Speelronde 11:
| Vrijdag 28 oktober 2011, 20:00                                             | NAC Breda                          | 3-1 (3-1) | VVV-Venlo  | Opstelling NAC Breda | Opstelling VVV-Venlo |  |
| Stadion: Rat Verlegh Stadion, Breda Toeschouwers: 17.550 Arbiter: Makkelie | Botteghin 3' Gorter 26' Bayram 44' |           | 5' Linssen | Ten Rouwelaar, Janse, Luijckx, Botteghin 72' ( Buijs), Gorter, Gudelj 63' ( Lasnik), Gilissen, Schilder, Bayram, Schalk 72' ( Kolk), Lurling | De Vogt, Timisela, De Regt , 25', Yoshida, Fleuren , Maguire, Meeuwis , Linssen, Musa 32' ( Mei), Uchebo 71' ( Nwofor), Wildschut 84' ( Cullen) |  |
| Stadion: Rat Verlegh Stadion, Breda Toeschouwers: 17.550 Arbiter: Makkelie |                                    |           |            | Ten Rouwelaar, Janse, Luijckx, Botteghin 72' ( Buijs), Gorter, Gudelj 63' ( Lasnik), Gilissen, Schilder, Bayram, Schalk 72' ( Kolk), Lurling | De Vogt, Timisela, De Regt , 25', Yoshida, Fleuren , Maguire, Meeuwis , Linssen, Musa 32' ( Mei), Uchebo 71' ( Nwofor), Wildschut 84' ( Cullen) |  |
| Stadion: Rat Verlegh Stadion, Breda Toeschouwers: 17.550 Arbiter: Makkelie |                                    |           |            | Ten Rouwelaar, Janse, Luijckx, Botteghin 72' ( Buijs), Gorter, Gudelj 63' ( Lasnik), Gilissen, Schilder, Bayram, Schalk 72' ( Kolk), Lurling | De Vogt, Timisela, De Regt , 25', Yoshida, Fleuren , Maguire, Meeuwis , Linssen, Musa 32' ( Mei), Uchebo 71' ( Nwofor), Wildschut 84' ( Cullen) |  |
|                                                                            |                                    |           |            | | |  |

Speelronde 12:
| Vrijdag 4 november 2011, 20:00                                                           | VVV-Venlo | 0-0 (0-0) | Excelsior | Opstelling VVV-Venlo | Opstelling Excelsior |  |
| Stadion: Seacon Stadion - De Koel -, Venlo Toeschouwers: 7.480 Arbiter: Liesveld         |           |           |           | De Vogt, Timisela, Mei , Yoshida , Fleuren, Molhoek 80' ( Maguire), Meeuwis , Linssen, Musa , Wildschut, Cullen 64' ( Uchebo) | De Ruiter, De Graaf, Nieveld, Smith 85' ( Mattheij), Scheimann , Vorthoren, Broerse, Alberg 70' ( Lagouireh), Jansen, Van Buren 46' ( Vincken), Van Steensel |  |
| Stadion: Seacon Stadion - De Koel -, Venlo Toeschouwers: 7.480 Arbiter: Liesveld         |           |           |           | De Vogt, Timisela, Mei , Yoshida , Fleuren, Molhoek 80' ( Maguire), Meeuwis , Linssen, Musa , Wildschut, Cullen 64' ( Uchebo) | De Ruiter, De Graaf, Nieveld, Smith 85' ( Mattheij), Scheimann , Vorthoren, Broerse, Alberg 70' ( Lagouireh), Jansen, Van Buren 46' ( Vincken), Van Steensel |  |
| Stadion: Seacon Stadion - De Koel -, Venlo Toeschouwers: 7.480 Arbiter: Liesveld         |           |           |           | De Vogt, Timisela, Mei , Yoshida , Fleuren, Molhoek 80' ( Maguire), Meeuwis , Linssen, Musa , Wildschut, Cullen 64' ( Uchebo) | De Ruiter, De Graaf, Nieveld, Smith 85' ( Mattheij), Scheimann , Vorthoren, Broerse, Alberg 70' ( Lagouireh), Jansen, Van Buren 46' ( Vincken), Van Steensel |  |
| Bijz.: De Regt automatisch geschorst vanwege rode kaart in de wedstrijd NAC Breda - VVV. |           |           |           | | |  |

Speelronde 13:
| Zondag 20 november 2011, 14:30                                       | FC Groningen                  | 2-1 (1-1) | VVV-Venlo     | Opstelling FC Groningen                                                                                        | Opstelling VVV-Venlo |  |
| Stadion: Euroborg, Groningen Toeschouwers: 21.622 Arbiter: Braamhaar | Bacuna 30' (pen.) Texeira 51' |           | 16' Wildschut | Van Loo, Hiariej, Ivens, Van Dijk, Burnet, Kieftenbeld 58' ( Holla ), Sparv, Andersson, Bacuna, Texeira, Tadić | De Vogt, De Regt, Mei 29', Yoshida, Fleuren, Molhoek, Meeuwis , Cullen 38' ( Timisela), Wildschut, Uchebo 84' ( Nwofor), Linssen 68' ( Musa) |  |
| Stadion: Euroborg, Groningen Toeschouwers: 21.622 Arbiter: Braamhaar |                               |           |               | Van Loo, Hiariej, Ivens, Van Dijk, Burnet, Kieftenbeld 58' ( Holla ), Sparv, Andersson, Bacuna, Texeira, Tadić | De Vogt, De Regt, Mei 29', Yoshida, Fleuren, Molhoek, Meeuwis , Cullen 38' ( Timisela), Wildschut, Uchebo 84' ( Nwofor), Linssen 68' ( Musa) |  |
| Stadion: Euroborg, Groningen Toeschouwers: 21.622 Arbiter: Braamhaar |                               |           |               | Van Loo, Hiariej, Ivens, Van Dijk, Burnet, Kieftenbeld 58' ( Holla ), Sparv, Andersson, Bacuna, Texeira, Tadić | De Vogt, De Regt, Mei 29', Yoshida, Fleuren, Molhoek, Meeuwis , Cullen 38' ( Timisela), Wildschut, Uchebo 84' ( Nwofor), Linssen 68' ( Musa) |  |
|                                                                      |                               |           |               | | |  |

Speelronde 14:
| Zaterdag 26 november 2011, 19:45                                                                                 | VVV-Venlo  | 1-2 (1-0) | De Graafschap       | Opstelling VVV-Venlo | Opstelling De Graafschap |  |
| Stadion: Seacon Stadion - De Koel -, Venlo Toeschouwers: 7.600 Arbiter: Wiedemeijer                              | Uchebo 17' |           | 74' Poepon 86' Rose | De Vogt, De Regt, Mei, Yoshida, Fleuren , Molhoek 86' ( Cullen), Meeuwis , Linssen, Musa, Uchebo 65' ( Nwofor), Wildschut | De Winter, Evers 46' ( Jansen), Wormgoor, Meijer , Van de Pavert , Rose, Kujala, Breinburg 66' ( Fränkel), De Leeuw, Poepon, Srećković |  |
| Stadion: Seacon Stadion - De Koel -, Venlo Toeschouwers: 7.600 Arbiter: Wiedemeijer                              |            |           |                     | De Vogt, De Regt, Mei, Yoshida, Fleuren , Molhoek 86' ( Cullen), Meeuwis , Linssen, Musa, Uchebo 65' ( Nwofor), Wildschut | De Winter, Evers 46' ( Jansen), Wormgoor, Meijer , Van de Pavert , Rose, Kujala, Breinburg 66' ( Fränkel), De Leeuw, Poepon, Srećković |  |
| Stadion: Seacon Stadion - De Koel -, Venlo Toeschouwers: 7.600 Arbiter: Wiedemeijer                              |            |           |                     | De Vogt, De Regt, Mei, Yoshida, Fleuren , Molhoek 86' ( Cullen), Meeuwis , Linssen, Musa, Uchebo 65' ( Nwofor), Wildschut | De Winter, Evers 46' ( Jansen), Wormgoor, Meijer , Van de Pavert , Rose, Kujala, Breinburg 66' ( Fränkel), De Leeuw, Poepon, Srećković |  |
| Bijz.: Mei speelgerechtigd na vrijspraak door tuchtcommissie voor rode kaart in de wedstrijd FC Groningen - VVV. |            |           |                     | | |  |

Speelronde 15:
| Vrijdag 2 december 2011, 20:00                                    | Heracles Almelo                                                                      | 7-0 (2-0) | VVV-Venlo | Opstelling Heracles Almelo | Opstelling VVV-Venlo |  |
| Stadion: Polman Stadion, Almelo Toeschouwers: 8.364 Arbiter: Blom | Plet 33' Quansah 42' Vejinović 60' Plet 69' Everton 76' Vejinović 79' Armenteros 82' |           |           | Pasveer, Breukers, Rienstra, Van der Linden, Jallo, Quansah, Overtoom 78' ( Bruns), Duarte, Vejinović 80' ( Douglas), Plet 73' ( Armenteros), Everton | De Vogt, De Regt, Mei, Yoshida, Fleuren, Maguire, Meeuwis , Molhoek 58' ( Cullen), Musa, Nwofor 69' ( Uchebo ), Linssen 85' ( Dadda) |  |
| Stadion: Polman Stadion, Almelo Toeschouwers: 8.364 Arbiter: Blom |                                                                                      |           |           | Pasveer, Breukers, Rienstra, Van der Linden, Jallo, Quansah, Overtoom 78' ( Bruns), Duarte, Vejinović 80' ( Douglas), Plet 73' ( Armenteros), Everton | De Vogt, De Regt, Mei, Yoshida, Fleuren, Maguire, Meeuwis , Molhoek 58' ( Cullen), Musa, Nwofor 69' ( Uchebo ), Linssen 85' ( Dadda) |  |
| Stadion: Polman Stadion, Almelo Toeschouwers: 8.364 Arbiter: Blom |                                                                                      |           |           | Pasveer, Breukers, Rienstra, Van der Linden, Jallo, Quansah, Overtoom 78' ( Bruns), Duarte, Vejinović 80' ( Douglas), Plet 73' ( Armenteros), Everton | De Vogt, De Regt, Mei, Yoshida, Fleuren, Maguire, Meeuwis , Molhoek 58' ( Cullen), Musa, Nwofor 69' ( Uchebo ), Linssen 85' ( Dadda) |  |
|                                                                   |                                                                                      |           |           | | |  |

Speelronde 16:
| Zondag 11 december 2011, 12:30                                                  | VVV-Venlo                      | 2-0 (1-0) | Roda JC           | Opstelling VVV-Venlo | Opstelling Roda JC |  |
| Stadion: Seacon Stadion - De Koel -, Venlo Toeschouwers: 7.650 Arbiter: Kuipers | Maguire 45' (pen.) Linssen 83' |           | 65' (pen.) Junker | De Vogt, Timisela 84' ( Mei), Meeuwis , Yoshida, Fleuren , Molhoek 75' ( De Regt), Maguire, Linssen , Musa, Wildschut, Cullen 80' ( Verbeek) | Kieszek 43', Monteyne, Wielaert, Biemans 9' ( Vuković), Hempte, De Beule, Vormer, Donald 72' ( Delorge), Ramzi 45' ( Prus), Malki , Junker |  |
| Stadion: Seacon Stadion - De Koel -, Venlo Toeschouwers: 7.650 Arbiter: Kuipers |                                |           |                   | De Vogt, Timisela 84' ( Mei), Meeuwis , Yoshida, Fleuren , Molhoek 75' ( De Regt), Maguire, Linssen , Musa, Wildschut, Cullen 80' ( Verbeek) | Kieszek 43', Monteyne, Wielaert, Biemans 9' ( Vuković), Hempte, De Beule, Vormer, Donald 72' ( Delorge), Ramzi 45' ( Prus), Malki , Junker |  |
| Stadion: Seacon Stadion - De Koel -, Venlo Toeschouwers: 7.650 Arbiter: Kuipers |                                |           |                   | De Vogt, Timisela 84' ( Mei), Meeuwis , Yoshida, Fleuren , Molhoek 75' ( De Regt), Maguire, Linssen , Musa, Wildschut, Cullen 80' ( Verbeek) | Kieszek 43', Monteyne, Wielaert, Biemans 9' ( Vuković), Hempte, De Beule, Vormer, Donald 72' ( Delorge), Ramzi 45' ( Prus), Malki , Junker |  |
|                                                                                 |                                |           |                   | | |  |

Speelronde 17:
| Zaterdag 17 december 2011, 19:45                                                                            | N.E.C.                    | 2-0 (1-0) | VVV-Venlo | Opstelling N.E.C. | Opstelling VVV-Venlo |  |
| Stadion: Stadion De Goffert, Nijmegen Toeschouwers: 12.000 Arbiter: Nijhuis                                 | Goossens 25' Goossens 78' |           |           | Babos, Szélesi, Van Eijden, Nuytinck 53', Conboy, Ibrahim, Schöne 72' ( Platje), Koolwijk, Van der Velden 46' ( Foor), Zeefuik 57' ( Vadócz), Goossens | De Vogt 32' ( Udegbe), Timisela, Meeuwis , Yoshida, Fleuren , Molhoek 24' ( De Regt), Maguire , Verbeek 62' ( Nwofor), Musa, Wildschut, Cullen |  |
| Stadion: Stadion De Goffert, Nijmegen Toeschouwers: 12.000 Arbiter: Nijhuis                                 |                           |           |           | Babos, Szélesi, Van Eijden, Nuytinck 53', Conboy, Ibrahim, Schöne 72' ( Platje), Koolwijk, Van der Velden 46' ( Foor), Zeefuik 57' ( Vadócz), Goossens | De Vogt 32' ( Udegbe), Timisela, Meeuwis , Yoshida, Fleuren , Molhoek 24' ( De Regt), Maguire , Verbeek 62' ( Nwofor), Musa, Wildschut, Cullen |  |
| Stadion: Stadion De Goffert, Nijmegen Toeschouwers: 12.000 Arbiter: Nijhuis                                 |                           |           |           | Babos, Szélesi, Van Eijden, Nuytinck 53', Conboy, Ibrahim, Schöne 72' ( Platje), Koolwijk, Van der Velden 46' ( Foor), Zeefuik 57' ( Vadócz), Goossens | De Vogt 32' ( Udegbe), Timisela, Meeuwis , Yoshida, Fleuren , Molhoek 24' ( De Regt), Maguire , Verbeek 62' ( Nwofor), Musa, Wildschut, Cullen |  |
| Bijz.: Linssen automatisch geschorst vanwege 5e gele kaart. Laatste competitiewedstrijd voor de winterstop. |                           |           |           | | |  |

Speelronde 18:
| Zondag 22 januari 2012, 14:30                                                    | VVV-Venlo                   | 2-1 (2-1) | Feyenoord        | Opstelling VVV-Venlo | Opstelling Feyenoord |  |
| Stadion: Seacon Stadion - De Koel -, Venlo Toeschouwers: 8.000 Arbiter: Makkelie | Linssen 40' Vorstermans 45' |           | 12' Martins Indi | Gentenaar, Timisela 90' ( De Regt), Vorstermans, Yoshida, Leiwakabessy 77' ( Fleuren), Holla, Meeuwis , Maguire, Berghuis, Nwofor, Linssen 80' ( Wildschut) | Mulder , Leerdam 82' ( Vilhena), Vlaar, Martins Indi, Van Huijgevoort 46' ( Swerts), Mokotjo, Clasie, Bakkal, Cabral 66' ( Cissé), Achahbar, Schaken |  |
| Stadion: Seacon Stadion - De Koel -, Venlo Toeschouwers: 8.000 Arbiter: Makkelie |                             |           |                  | Gentenaar, Timisela 90' ( De Regt), Vorstermans, Yoshida, Leiwakabessy 77' ( Fleuren), Holla, Meeuwis , Maguire, Berghuis, Nwofor, Linssen 80' ( Wildschut) | Mulder , Leerdam 82' ( Vilhena), Vlaar, Martins Indi, Van Huijgevoort 46' ( Swerts), Mokotjo, Clasie, Bakkal, Cabral 66' ( Cissé), Achahbar, Schaken |  |
| Stadion: Seacon Stadion - De Koel -, Venlo Toeschouwers: 8.000 Arbiter: Makkelie |                             |           |                  | Gentenaar, Timisela 90' ( De Regt), Vorstermans, Yoshida, Leiwakabessy 77' ( Fleuren), Holla, Meeuwis , Maguire, Berghuis, Nwofor, Linssen 80' ( Wildschut) | Mulder , Leerdam 82' ( Vilhena), Vlaar, Martins Indi, Van Huijgevoort 46' ( Swerts), Mokotjo, Clasie, Bakkal, Cabral 66' ( Cissé), Achahbar, Schaken |  |
| Bijz.: Eerste competitiewedstrijd na de winterstop.                              |                             |           |                  | | |  |

Speelronde 19:
| Zondag 29 januari 2012, 14:30                                            | RKC Waalwijk                                                | 4-0 (2-0) | VVV-Venlo | Opstelling RKC Waalwijk | Opstelling VVV-Venlo |  |
| Stadion: Mandemakers Stadion, Waalwijk Toeschouwers: 6.371 Arbiter: Vink | Sno 29' (pen.) Van Mosselveld 31' Braber 80' Ten Voorde 90' |           |           | Zoet, Bandjar, Drost, Ramos, Van Mosselveld, Sno, Braber, Duits 81' ( Auassar), Schet 85' ( Ten Voorde), Németh 84' ( Castillion), Meijers | Gentenaar, Timisela, Vorstermans 31' ( De Regt), Yoshida, Leiwakabessy, Holla, Meeuwis , Maguire 46' ( Verbeek), Berghuis , Nwofor 72' ( Wildschut), Linssen |  |
| Stadion: Mandemakers Stadion, Waalwijk Toeschouwers: 6.371 Arbiter: Vink |                                                             |           |           | Zoet, Bandjar, Drost, Ramos, Van Mosselveld, Sno, Braber, Duits 81' ( Auassar), Schet 85' ( Ten Voorde), Németh 84' ( Castillion), Meijers | Gentenaar, Timisela, Vorstermans 31' ( De Regt), Yoshida, Leiwakabessy, Holla, Meeuwis , Maguire 46' ( Verbeek), Berghuis , Nwofor 72' ( Wildschut), Linssen |  |
| Stadion: Mandemakers Stadion, Waalwijk Toeschouwers: 6.371 Arbiter: Vink |                                                             |           |           | Zoet, Bandjar, Drost, Ramos, Van Mosselveld, Sno, Braber, Duits 81' ( Auassar), Schet 85' ( Ten Voorde), Németh 84' ( Castillion), Meijers | Gentenaar, Timisela, Vorstermans 31' ( De Regt), Yoshida, Leiwakabessy, Holla, Meeuwis , Maguire 46' ( Verbeek), Berghuis , Nwofor 72' ( Wildschut), Linssen |  |
|                                                                          |                                                             |           |           | | |  |

Speelronde 20:
| Zaterdag 4 februari 2012, 19:45                                             | Excelsior                                   | 3-1 (1-0) | VVV-Venlo     | Opstelling Excelsior | Opstelling VVV-Venlo |  |
| Stadion: Stadion Woudestein, Rotterdam Toeschouwers: 2.945 Arbiter: Nijhuis | Schenkeveld 30' Schenkeveld 68' Maatsen 73' |           | 85' Wildschut | De Ruiter, De Graaf, Schenkeveld, Van Steensel, Scheimann, Jansen, Alberg, Broerse 74' ( Wattamaleo), Maatsen, Janga 81' ( Oost), Vincken 71' ( Kalisse) | Gentenaar, Timisela, Vorstermans, Yoshida, Leiwakabessy, Holla, Meeuwis , Linssen 38', Berghuis 46' ( Cullen), Nwofor 46' ( Nwofor), Wildschut |  |
| Stadion: Stadion Woudestein, Rotterdam Toeschouwers: 2.945 Arbiter: Nijhuis |                                             |           |               | De Ruiter, De Graaf, Schenkeveld, Van Steensel, Scheimann, Jansen, Alberg, Broerse 74' ( Wattamaleo), Maatsen, Janga 81' ( Oost), Vincken 71' ( Kalisse) | Gentenaar, Timisela, Vorstermans, Yoshida, Leiwakabessy, Holla, Meeuwis , Linssen 38', Berghuis 46' ( Cullen), Nwofor 46' ( Nwofor), Wildschut |  |
| Stadion: Stadion Woudestein, Rotterdam Toeschouwers: 2.945 Arbiter: Nijhuis |                                             |           |               | De Ruiter, De Graaf, Schenkeveld, Van Steensel, Scheimann, Jansen, Alberg, Broerse 74' ( Wattamaleo), Maatsen, Janga 81' ( Oost), Vincken 71' ( Kalisse) | Gentenaar, Timisela, Vorstermans, Yoshida, Leiwakabessy, Holla, Meeuwis , Linssen 38', Berghuis 46' ( Cullen), Nwofor 46' ( Nwofor), Wildschut |  |
|                                                                             |                                             |           |               | | |  |

Speelronde 21:
| Zaterdag 11 februari 2012, 19:45                                                                    | VVV-Venlo                | 2-0 (2-0) | FC Groningen | Opstelling VVV-Venlo | Opstelling FC Groningen |  |
| Stadion: Seacon Stadion - De Koel -, Venlo Toeschouwers: 7.211 Arbiter: Van Sichem                  | Wildschut 15' Nwofor 29' |           |              | Gentenaar, Timisela, Vorstermans, Yoshida, Leiwakabessy, Holla, Meeuwis , Kruijsen , Berghuis, Nwofor 79' ( Uchebo), Wildschut 88' ( Cullen) | Luciano, Kappelhof , Van Dijk , Kwakman, Hiariej 46' ( Burnet), Kieftenbeld 53' ( Suk), Keurntjes, Sparv , Bacuna 85' ( Jones), Texeira, Tadić |  |
| Stadion: Seacon Stadion - De Koel -, Venlo Toeschouwers: 7.211 Arbiter: Van Sichem                  |                          |           |              | Gentenaar, Timisela, Vorstermans, Yoshida, Leiwakabessy, Holla, Meeuwis , Kruijsen , Berghuis, Nwofor 79' ( Uchebo), Wildschut 88' ( Cullen) | Luciano, Kappelhof , Van Dijk , Kwakman, Hiariej 46' ( Burnet), Kieftenbeld 53' ( Suk), Keurntjes, Sparv , Bacuna 85' ( Jones), Texeira, Tadić |  |
| Stadion: Seacon Stadion - De Koel -, Venlo Toeschouwers: 7.211 Arbiter: Van Sichem                  |                          |           |              | Gentenaar, Timisela, Vorstermans, Yoshida, Leiwakabessy, Holla, Meeuwis , Kruijsen , Berghuis, Nwofor 79' ( Uchebo), Wildschut 88' ( Cullen) | Luciano, Kappelhof , Van Dijk , Kwakman, Hiariej 46' ( Burnet), Kieftenbeld 53' ( Suk), Keurntjes, Sparv , Bacuna 85' ( Jones), Texeira, Tadić |  |
| Bijz.: Linssen geschorst (1e wedstrijd) vanwege directe rode kaart in de wedstrijd Excelsior – VVV. |                          |           |              | | |  |

Speelronde 22:
| Zaterdag 18 februari 2012, 19:45                                                                    | De Graafschap | 1-4 (1-0) | VVV-Venlo                                     | Opstelling De Graafschap | Opstelling VVV-Venlo |  |
| Stadion: Stadion De Vijverberg, Doetinchem Toeschouwers: 11.566 Arbiter: Kuipers                    | Poepon 13'    |           | 50' Holla 52' Yoshida 65' Nwofor 81' Berghuis | De Winter, Nalbantoğlu, Wormgoor, Saeijs, Van de Pavert 67' ( El Hassnaoui), Rose 58' ( De Leeuw), Vermouth 66' ( Breinburg), Meijer, Badibanga, Poepon, Srećković | Gentenaar, Timisela 88' ( De Regt), Vorstermans, Yoshida, Leiwakabessy, Holla, Meeuwis , Kruijsen, Berghuis, Nwofor 73' ( Uchebo), Wildschut 46' ( Cullen) |  |
| Stadion: Stadion De Vijverberg, Doetinchem Toeschouwers: 11.566 Arbiter: Kuipers                    |               |           |                                               | De Winter, Nalbantoğlu, Wormgoor, Saeijs, Van de Pavert 67' ( El Hassnaoui), Rose 58' ( De Leeuw), Vermouth 66' ( Breinburg), Meijer, Badibanga, Poepon, Srećković | Gentenaar, Timisela 88' ( De Regt), Vorstermans, Yoshida, Leiwakabessy, Holla, Meeuwis , Kruijsen, Berghuis, Nwofor 73' ( Uchebo), Wildschut 46' ( Cullen) |  |
| Stadion: Stadion De Vijverberg, Doetinchem Toeschouwers: 11.566 Arbiter: Kuipers                    |               |           |                                               | De Winter, Nalbantoğlu, Wormgoor, Saeijs, Van de Pavert 67' ( El Hassnaoui), Rose 58' ( De Leeuw), Vermouth 66' ( Breinburg), Meijer, Badibanga, Poepon, Srećković | Gentenaar, Timisela 88' ( De Regt), Vorstermans, Yoshida, Leiwakabessy, Holla, Meeuwis , Kruijsen, Berghuis, Nwofor 73' ( Uchebo), Wildschut 46' ( Cullen) |  |
| Bijz.: Linssen geschorst (2e wedstrijd) vanwege directe rode kaart in de wedstrijd Excelsior – VVV. |               |           |                                               | | |  |

Speelronde 23:
| Zaterdag 25 februari 2012, 19:45 | VVV-Venlo                          | 3-1 (2-1) | Heracles Almelo | Opstelling VVV-Venlo | Opstelling Heracles Almelo |  |
| Stadion: Seacon Stadion - De Koel -, Venlo Toeschouwers: 7.500 Arbiter: Blom                                                                                | Nwofor 8' Wildschut 28' Cullen 90' |           | 44' Duarte      | Gentenaar, Timisela, Vorstermans, Yoshida , Leiwakabessy, Holla, Meeuwis , Kruijsen, Berghuis 75' ( Cullen), Nwofor 75' ( Uchebo), Wildschut | Pasveer, Breukers , Rienstra, Van der Linden 86' ( Gouriye), Looms, Quansah , Overtoom, Duarte, Douglas 73' ( Pedro), Armenteros, Everton |  |
| Stadion: Seacon Stadion - De Koel -, Venlo Toeschouwers: 7.500 Arbiter: Blom                                                                                |                                    |           |                 | Gentenaar, Timisela, Vorstermans, Yoshida , Leiwakabessy, Holla, Meeuwis , Kruijsen, Berghuis 75' ( Cullen), Nwofor 75' ( Uchebo), Wildschut | Pasveer, Breukers , Rienstra, Van der Linden 86' ( Gouriye), Looms, Quansah , Overtoom, Duarte, Douglas 73' ( Pedro), Armenteros, Everton |  |
| Stadion: Seacon Stadion - De Koel -, Venlo Toeschouwers: 7.500 Arbiter: Blom                                                                                |                                    |           |                 | Gentenaar, Timisela, Vorstermans, Yoshida , Leiwakabessy, Holla, Meeuwis , Kruijsen, Berghuis 75' ( Cullen), Nwofor 75' ( Uchebo), Wildschut | Pasveer, Breukers , Rienstra, Van der Linden 86' ( Gouriye), Looms, Quansah , Overtoom, Duarte, Douglas 73' ( Pedro), Armenteros, Everton |  |
| Bijz.: Linssen geschorst (3e wedstrijd) vanwege directe rode kaart in de wedstrijd Excelsior – VVV. Rode kaart voor Heracles-trainer Bosz in de 30e minuut. |                                    |           |                 | | |  |

Speelronde 24:
| Zaterdag 3 maart 2012, 19:45                                                                        | VVV-Venlo              | 2-1 (1-0) | NAC Breda              | Opstelling VVV-Venlo | Opstelling NAC Breda |  |
| Stadion: Seacon Stadion - De Koel -, Venlo Toeschouwers: 7.850 Arbiter: Vink                        | Cullen 85' Yoshida 87' |           | 56' (e.d.) Vorstermans | Gentenaar, Timisela, Vorstermans 80' ( De Regt), Yoshida, Leiwakabessy, Holla, Meeuwis , Kruijsen 63' ( Uchebo), Berghuis 46' ( Cullen), Nwofor, Wildschut | Ten Rouwelaar, Koenders, Luijckx, Botteghin, El Akchaoui, Buijs 89' ( Schalk), Lurling, Schilder , Bayram 46' ( Boukhari), Kolk, Sarpong 75' ( Lasnik) |  |
| Stadion: Seacon Stadion - De Koel -, Venlo Toeschouwers: 7.850 Arbiter: Vink                        |                        |           |                        | Gentenaar, Timisela, Vorstermans 80' ( De Regt), Yoshida, Leiwakabessy, Holla, Meeuwis , Kruijsen 63' ( Uchebo), Berghuis 46' ( Cullen), Nwofor, Wildschut | Ten Rouwelaar, Koenders, Luijckx, Botteghin, El Akchaoui, Buijs 89' ( Schalk), Lurling, Schilder , Bayram 46' ( Boukhari), Kolk, Sarpong 75' ( Lasnik) |  |
| Stadion: Seacon Stadion - De Koel -, Venlo Toeschouwers: 7.850 Arbiter: Vink                        |                        |           |                        | Gentenaar, Timisela, Vorstermans 80' ( De Regt), Yoshida, Leiwakabessy, Holla, Meeuwis , Kruijsen 63' ( Uchebo), Berghuis 46' ( Cullen), Nwofor, Wildschut | Ten Rouwelaar, Koenders, Luijckx, Botteghin, El Akchaoui, Buijs 89' ( Schalk), Lurling, Schilder , Bayram 46' ( Boukhari), Kolk, Sarpong 75' ( Lasnik) |  |
| Bijz.: Linssen geschorst (4e wedstrijd) vanwege directe rode kaart in de wedstrijd Excelsior – VVV. |                        |           |                        | | |  |

Speelronde 25:
| Vrijdag 9 maart 2012, 20:00                                                       | Roda JC                                 | 3-1 (0-1) | VVV-Venlo   | Opstelling Roda JC | Opstelling VVV-Venlo |  |
| Stadion: Parkstad Limburg Stadion, Kerkrade Toeschouwers: 16.333 Arbiter: Kuipers | Malki 51' De Beule 60' Malki 86' (pen.) |           | 39' Yoshida | Kieszek, Monteyne, Biemans, Vuković 89' ( Broekhof), Hempte, De Beule 71' ( Delorge), Vormer, Donald, Ramzi 74' ( Fledderus), Malki, Junker | Gentenaar, Timisela, Vorstermans, Yoshida 73', Leiwakabessy, Holla, Meeuwis , Kruijsen 65' ( Linssen), Berghuis 65' ( Cullen), Nwofor 76' ( De Regt ), Wildschut |  |
| Stadion: Parkstad Limburg Stadion, Kerkrade Toeschouwers: 16.333 Arbiter: Kuipers |                                         |           |             | Kieszek, Monteyne, Biemans, Vuković 89' ( Broekhof), Hempte, De Beule 71' ( Delorge), Vormer, Donald, Ramzi 74' ( Fledderus), Malki, Junker | Gentenaar, Timisela, Vorstermans, Yoshida 73', Leiwakabessy, Holla, Meeuwis , Kruijsen 65' ( Linssen), Berghuis 65' ( Cullen), Nwofor 76' ( De Regt ), Wildschut |  |
| Stadion: Parkstad Limburg Stadion, Kerkrade Toeschouwers: 16.333 Arbiter: Kuipers |                                         |           |             | Kieszek, Monteyne, Biemans, Vuković 89' ( Broekhof), Hempte, De Beule 71' ( Delorge), Vormer, Donald, Ramzi 74' ( Fledderus), Malki, Junker | Gentenaar, Timisela, Vorstermans, Yoshida 73', Leiwakabessy, Holla, Meeuwis , Kruijsen 65' ( Linssen), Berghuis 65' ( Cullen), Nwofor 76' ( De Regt ), Wildschut |  |
|                                                                                   |                                         |           |             | | |  |

Speelronde 26:
| Zaterdag 17 maart 2012, 20:45                                                                     | VVV-Venlo | 0-2 (0-1) | N.E.C.                | Opstelling VVV-Venlo | Opstelling N.E.C. |  |
| Stadion: Seacon Stadion - De Koel -, Venlo Toeschouwers: 7.500 Arbiter: Sanders                   |           |           | 38' George 73' Schöne | Gentenaar, Timisela, Vorstermans, Meeuwis , Leiwakabessy, Holla, Kruijsen, Cullen 76' ( Linssen), Berghuis 46' ( De Regt), Nwofor 60' ( Uchebo), Wildschut | Babos, Will, Van Eijden, Nuytinck, Conboy , Vadócz, Schöne, Koolwijk, George 68' ( Van der Velden ), Zeefuik, Foor 81' ( Amieux) |  |
| Stadion: Seacon Stadion - De Koel -, Venlo Toeschouwers: 7.500 Arbiter: Sanders                   |           |           |                       | Gentenaar, Timisela, Vorstermans, Meeuwis , Leiwakabessy, Holla, Kruijsen, Cullen 76' ( Linssen), Berghuis 46' ( De Regt), Nwofor 60' ( Uchebo), Wildschut | Babos, Will, Van Eijden, Nuytinck, Conboy , Vadócz, Schöne, Koolwijk, George 68' ( Van der Velden ), Zeefuik, Foor 81' ( Amieux) |  |
| Stadion: Seacon Stadion - De Koel -, Venlo Toeschouwers: 7.500 Arbiter: Sanders                   |           |           |                       | Gentenaar, Timisela, Vorstermans, Meeuwis , Leiwakabessy, Holla, Kruijsen, Cullen 76' ( Linssen), Berghuis 46' ( De Regt), Nwofor 60' ( Uchebo), Wildschut | Babos, Will, Van Eijden, Nuytinck, Conboy , Vadócz, Schöne, Koolwijk, George 68' ( Van der Velden ), Zeefuik, Foor 81' ( Amieux) |  |
| Bijz.: Yoshida geschorst (1e wedstrijd) vanwege directe rode kaart in de wedstrijd Roda JC – VVV. |           |           |                       | | |  |

Speelronde 27:
| Zaterdag 24 maart 2012, 19:45                                                                     | sc Heerenveen                        | 4-1 (2-0) | VVV-Venlo   | Opstelling sc Heerenveen | Opstelling VVV-Venlo |  |
| Stadion: Abe Lenstra Stadion, Heerenveen Toeschouwers: 25.500 Arbiter: Wiedemeijer                | Elm 17' Đuričić 31' Elm 85' Dost 87' |           | 61' Maguire | Vandenbussche, Schmidt, Gouweleeuw, Zomer, Breuer, Đuričić 88' ( Van Anholt, Kums, Elm, Narsingh 79' ( Van La Parra), Dost, Assaidi | Gentenaar, Timisela , Vorstermans, Emenike, Leiwakabessy, Holla , Meeuwis , Maguire 84' ( Cullen), Wildschut, Uchebo 62' ( Nwofor), Linssen 62' ( Berghuis) |  |
| Stadion: Abe Lenstra Stadion, Heerenveen Toeschouwers: 25.500 Arbiter: Wiedemeijer                |                                      |           |             | Vandenbussche, Schmidt, Gouweleeuw, Zomer, Breuer, Đuričić 88' ( Van Anholt, Kums, Elm, Narsingh 79' ( Van La Parra), Dost, Assaidi | Gentenaar, Timisela , Vorstermans, Emenike, Leiwakabessy, Holla , Meeuwis , Maguire 84' ( Cullen), Wildschut, Uchebo 62' ( Nwofor), Linssen 62' ( Berghuis) |  |
| Stadion: Abe Lenstra Stadion, Heerenveen Toeschouwers: 25.500 Arbiter: Wiedemeijer                |                                      |           |             | Vandenbussche, Schmidt, Gouweleeuw, Zomer, Breuer, Đuričić 88' ( Van Anholt, Kums, Elm, Narsingh 79' ( Van La Parra), Dost, Assaidi | Gentenaar, Timisela , Vorstermans, Emenike, Leiwakabessy, Holla , Meeuwis , Maguire 84' ( Cullen), Wildschut, Uchebo 62' ( Nwofor), Linssen 62' ( Berghuis) |  |
| Bijz.: Yoshida geschorst (2e wedstrijd) vanwege directe rode kaart in de wedstrijd Roda JC – VVV. |                                      |           |             | | |  |

Speelronde 28:
| Zaterdag 31 maart 2012, 19:45                                          | PSV                                     | 2-0 (1-0) | VVV-Venlo | Opstelling PSV | Opstelling VVV-Venlo |  |
| Stadion: Philips Stadion, Eindhoven Toeschouwers: 34.000 Arbiter: Blom | Matavž 9' Toivonen 70' (pen.) Depay 90' |           |           | Tytoń, Hutchinson, Derijck, Bouma, Pieters, Labyad, Toivonen 81' ( Vennegoor of Hesselink), Strootman, Lens, Matavž 65' ( Depay), Wijnaldum | Gentenaar, Timisela, Vorstermans , Yoshida, Leiwakabessy, Holla, Meeuwis , Maguire 83' ( Linssen), Berghuis 61' ( Cullen), Nwofor 75' ( Uchebo), Wildschut |  |
| Stadion: Philips Stadion, Eindhoven Toeschouwers: 34.000 Arbiter: Blom |                                         |           |           | Tytoń, Hutchinson, Derijck, Bouma, Pieters, Labyad, Toivonen 81' ( Vennegoor of Hesselink), Strootman, Lens, Matavž 65' ( Depay), Wijnaldum | Gentenaar, Timisela, Vorstermans , Yoshida, Leiwakabessy, Holla, Meeuwis , Maguire 83' ( Linssen), Berghuis 61' ( Cullen), Nwofor 75' ( Uchebo), Wildschut |  |
| Stadion: Philips Stadion, Eindhoven Toeschouwers: 34.000 Arbiter: Blom |                                         |           |           | Tytoń, Hutchinson, Derijck, Bouma, Pieters, Labyad, Toivonen 81' ( Vennegoor of Hesselink), Strootman, Lens, Matavž 65' ( Depay), Wijnaldum | Gentenaar, Timisela, Vorstermans , Yoshida, Leiwakabessy, Holla, Meeuwis , Maguire 83' ( Linssen), Berghuis 61' ( Cullen), Nwofor 75' ( Uchebo), Wildschut |  |
|                                                                        |                                         |           |           | | |  |

Speelronde 29:
| Donderdag 12 april 2012, 20:00                                                   | VVV-Venlo     | 1-3 (0-2) | Vitesse                       | Opstelling VVV-Venlo | Opstelling Vitesse |  |
| Stadion: Seacon Stadion - De Koel -, Venlo Toeschouwers: 7.500 Arbiter: Makkelie | Wildschut 52' |           | 11' Büttner 26' Bony 90' Hofs | Gentenaar, Timisela , Vorstermans, Yoshida, Leiwakabessy 83' ( Fleuren), Holla , Meeuwis , Maguire, Wildschut, Nwofor 46' ( Uchebo), Linssen 70' ( Berghuis) | Velthuizen, Van der Struijk, Kasjia, Kalas, Büttner, Van Ginkel, Annan 65' ( Havenaar), Van der Heijden, Ibarra 82' ( Tsjantoeria), Bony 78' ( Pröpper), Hofs |  |
| Stadion: Seacon Stadion - De Koel -, Venlo Toeschouwers: 7.500 Arbiter: Makkelie |               |           |                               | Gentenaar, Timisela , Vorstermans, Yoshida, Leiwakabessy 83' ( Fleuren), Holla , Meeuwis , Maguire, Wildschut, Nwofor 46' ( Uchebo), Linssen 70' ( Berghuis) | Velthuizen, Van der Struijk, Kasjia, Kalas, Büttner, Van Ginkel, Annan 65' ( Havenaar), Van der Heijden, Ibarra 82' ( Tsjantoeria), Bony 78' ( Pröpper), Hofs |  |
| Stadion: Seacon Stadion - De Koel -, Venlo Toeschouwers: 7.500 Arbiter: Makkelie |               |           |                               | Gentenaar, Timisela , Vorstermans, Yoshida, Leiwakabessy 83' ( Fleuren), Holla , Meeuwis , Maguire, Wildschut, Nwofor 46' ( Uchebo), Linssen 70' ( Berghuis) | Velthuizen, Van der Struijk, Kasjia, Kalas, Büttner, Van Ginkel, Annan 65' ( Havenaar), Van der Heijden, Ibarra 82' ( Tsjantoeria), Bony 78' ( Pröpper), Hofs |  |
|                                                                                  |               |           |                               | | |  |

Speelronde 30:
| Zondag 15 april 2012, 14:30                                                  | FC Utrecht                                      | 4-2 (2-2) | VVV-Venlo             | Opstelling FC Utrecht | Opstelling VVV-Venlo |  |
| Stadion: Stadion Galgenwaard, Utrecht Toeschouwers: 20.700 Arbiter: Makkelie | Bulthuis 29' Demouge 36' Demouge 58' Gerndt 83' |           | 9' Maguire 20' Uchebo | Van Dijk, Van der Maarel, Schut, Wuytens , Bulthuis, Asare , Van der Gun 89' ( Oar), Sneijder, Duplan, Demouge 62' ( Gerndt), Takagi | Gentenaar, De Regt, Vorstermans, Yoshida , Leiwakabessy 58' ( Fleuren), Timisela, Meeuwis , Maguire , Berghuis 64' ( Cullen), Uchebo, Wildschut 84' ( Nwofor ) |  |
| Stadion: Stadion Galgenwaard, Utrecht Toeschouwers: 20.700 Arbiter: Makkelie |                                                 |           |                       | Van Dijk, Van der Maarel, Schut, Wuytens , Bulthuis, Asare , Van der Gun 89' ( Oar), Sneijder, Duplan, Demouge 62' ( Gerndt), Takagi | Gentenaar, De Regt, Vorstermans, Yoshida , Leiwakabessy 58' ( Fleuren), Timisela, Meeuwis , Maguire , Berghuis 64' ( Cullen), Uchebo, Wildschut 84' ( Nwofor ) |  |
| Stadion: Stadion Galgenwaard, Utrecht Toeschouwers: 20.700 Arbiter: Makkelie |                                                 |           |                       | Van Dijk, Van der Maarel, Schut, Wuytens , Bulthuis, Asare , Van der Gun 89' ( Oar), Sneijder, Duplan, Demouge 62' ( Gerndt), Takagi | Gentenaar, De Regt, Vorstermans, Yoshida , Leiwakabessy 58' ( Fleuren), Timisela, Meeuwis , Maguire , Berghuis 64' ( Cullen), Uchebo, Wildschut 84' ( Nwofor ) |  |
| Bijz.: Holla automatisch geschorst vanwege 5e gele kaart.                    |                                                 |           |                       | | |  |

Speelronde 31:
| Zondag 22 april 2012, 14:30                                          | AZ                      | 2-1 (0-0) | VVV-Venlo    | Opstelling AZ | Opstelling VVV-Venlo |  |
| Stadion: AFAS Stadion, Alkmaar Toeschouwers: 16.459 Arbiter: Nijhuis | Holman 47' Altidore 65' |           | 59' Kruijsen | Esteban, Marcellis, Moisander , Viergever, Poulsen, Maher, Martens, Elm, Beerens 69' ( Johansson), Altidore 89' ( Benschop), Holman 80' ( Guðmundsson) | Gentenaar, Timisela, Vorstermans 88' ( Berghuis), Yoshida, Leiwakabessy, Holla, Meeuwis , Maguire 54' ( Kruijsen), Wildschut, Uchebo, Linssen 85' ( Nwofor) |  |
| Stadion: AFAS Stadion, Alkmaar Toeschouwers: 16.459 Arbiter: Nijhuis |                         |           |              | Esteban, Marcellis, Moisander , Viergever, Poulsen, Maher, Martens, Elm, Beerens 69' ( Johansson), Altidore 89' ( Benschop), Holman 80' ( Guðmundsson) | Gentenaar, Timisela, Vorstermans 88' ( Berghuis), Yoshida, Leiwakabessy, Holla, Meeuwis , Maguire 54' ( Kruijsen), Wildschut, Uchebo, Linssen 85' ( Nwofor) |  |
| Stadion: AFAS Stadion, Alkmaar Toeschouwers: 16.459 Arbiter: Nijhuis |                         |           |              | Esteban, Marcellis, Moisander , Viergever, Poulsen, Maher, Martens, Elm, Beerens 69' ( Johansson), Altidore 89' ( Benschop), Holman 80' ( Guðmundsson) | Gentenaar, Timisela, Vorstermans 88' ( Berghuis), Yoshida, Leiwakabessy, Holla, Meeuwis , Maguire 54' ( Kruijsen), Wildschut, Uchebo, Linssen 85' ( Nwofor) |  |
|                                                                      |                         |           |              | | |  |

Speelronde 32:
| Zaterdag 28 april 2012, 20:45                                                      | VVV-Venlo                    | 2-1 (2-1) | ADO Den Haag | Opstelling VVV-Venlo | Opstelling ADO Den Haag |  |
| Stadion: Seacon Stadion - De Koel -, Venlo Toeschouwers: 7.500 Arbiter: Van Hulten | Maguire 5' Omeruo 22' (e.d.) |           | 19' Omeruo   | Gentenaar, Timisela, Emenike, Yoshida, Leiwakabessy , Holla, Meeuwis , Maguire 41' ( Kruijsen), Wildschut, Uchebo, Linssen 78' ( Cullen) | Coutinho, Ammi, Omeruo , 69', Horváth 87' ( Smolarek), Supusepa, Immers , Visser, Toornstra, Chery, Van Duinen 76' ( Boussaboun ), Vicento 62' ( Elbers) |  |
| Stadion: Seacon Stadion - De Koel -, Venlo Toeschouwers: 7.500 Arbiter: Van Hulten |                              |           |              | Gentenaar, Timisela, Emenike, Yoshida, Leiwakabessy , Holla, Meeuwis , Maguire 41' ( Kruijsen), Wildschut, Uchebo, Linssen 78' ( Cullen) | Coutinho, Ammi, Omeruo , 69', Horváth 87' ( Smolarek), Supusepa, Immers , Visser, Toornstra, Chery, Van Duinen 76' ( Boussaboun ), Vicento 62' ( Elbers) |  |
| Stadion: Seacon Stadion - De Koel -, Venlo Toeschouwers: 7.500 Arbiter: Van Hulten |                              |           |              | Gentenaar, Timisela, Emenike, Yoshida, Leiwakabessy , Holla, Meeuwis , Maguire 41' ( Kruijsen), Wildschut, Uchebo, Linssen 78' ( Cullen) | Coutinho, Ammi, Omeruo , 69', Horváth 87' ( Smolarek), Supusepa, Immers , Visser, Toornstra, Chery, Van Duinen 76' ( Boussaboun ), Vicento 62' ( Elbers) |  |
|                                                                                    |                              |           |              | | |  |

Speelronde 33:
| Woensdag 2 mei 2012, 20:00                                                    | Ajax                   | 2-0 (1-0) | VVV-Venlo | Opstelling Ajax | Opstelling VVV-Venlo |  |
| Stadion: Amsterdam ArenA, Amsterdam Toeschouwers: 51.985 Arbiter: Wiedemeijer | De Jong 8' De Jong 58' |           |           | Vermeer, Van der Wiel, Alderweireld 61' ( Ooijer), Vertonghen, Blind, Eriksen, Anita 76' ( Enoh), Janssen, Aissati, De Jong, Ebecilio 61' ( Sigþórsson) | Gentenaar, Timisela, Emenike 73' ( Vorstermans), Yoshida, Leiwakabessy, Holla , Meeuwis , Kruijsen, Wildschut, Uchebo 69' ( Nwofor), Linssen 64' ( Berghuis) |  |
| Stadion: Amsterdam ArenA, Amsterdam Toeschouwers: 51.985 Arbiter: Wiedemeijer |                        |           |           | Vermeer, Van der Wiel, Alderweireld 61' ( Ooijer), Vertonghen, Blind, Eriksen, Anita 76' ( Enoh), Janssen, Aissati, De Jong, Ebecilio 61' ( Sigþórsson) | Gentenaar, Timisela, Emenike 73' ( Vorstermans), Yoshida, Leiwakabessy, Holla , Meeuwis , Kruijsen, Wildschut, Uchebo 69' ( Nwofor), Linssen 64' ( Berghuis) |  |
| Stadion: Amsterdam ArenA, Amsterdam Toeschouwers: 51.985 Arbiter: Wiedemeijer |                        |           |           | Vermeer, Van der Wiel, Alderweireld 61' ( Ooijer), Vertonghen, Blind, Eriksen, Anita 76' ( Enoh), Janssen, Aissati, De Jong, Ebecilio 61' ( Sigþórsson) | Gentenaar, Timisela, Emenike 73' ( Vorstermans), Yoshida, Leiwakabessy, Holla , Meeuwis , Kruijsen, Wildschut, Uchebo 69' ( Nwofor), Linssen 64' ( Berghuis) |  |
| Bijz.: Ajax kampioen.                                                         |                        |           |           | | |  |

Speelronde 34:
| Zondag 6 mei 2012, 14:30                                                       | VVV-Venlo                                       | 4-2 (1-1) | FC Twente          | Opstelling VVV-Venlo | Opstelling FC Twente |  |
| Stadion: Seacon Stadion - De Koel -, Venlo Toeschouwers: 7.500 Arbiter: Bossen | Wildschut 45' Holla 61' Berghuis 84' Uchebo 90' |           | 31' Fer 48' Chadli | Gentenaar, Timisela, Vorstermans 46' ( Emenike), Yoshida, Leiwakabessy, Holla, Meeuwis , Kruijsen 86' ( Leemans), Berghuis , Nwofor 83' ( Uchebo), Wildschut | Michajlov, Rosales, Wisgerhof, Douglas, Kuiper, Brama, Landzaat 67' ( Janssen), Fer, Chadli, Plet, Bajrami 46' ( Verhoek) |  |
| Stadion: Seacon Stadion - De Koel -, Venlo Toeschouwers: 7.500 Arbiter: Bossen |                                                 |           |                    | Gentenaar, Timisela, Vorstermans 46' ( Emenike), Yoshida, Leiwakabessy, Holla, Meeuwis , Kruijsen 86' ( Leemans), Berghuis , Nwofor 83' ( Uchebo), Wildschut | Michajlov, Rosales, Wisgerhof, Douglas, Kuiper, Brama, Landzaat 67' ( Janssen), Fer, Chadli, Plet, Bajrami 46' ( Verhoek) |  |
| Stadion: Seacon Stadion - De Koel -, Venlo Toeschouwers: 7.500 Arbiter: Bossen |                                                 |           |                    | Gentenaar, Timisela, Vorstermans 46' ( Emenike), Yoshida, Leiwakabessy, Holla, Meeuwis , Kruijsen 86' ( Leemans), Berghuis , Nwofor 83' ( Uchebo), Wildschut | Michajlov, Rosales, Wisgerhof, Douglas, Kuiper, Brama, Landzaat 67' ( Janssen), Fer, Chadli, Plet, Bajrami 46' ( Verhoek) |  |
|                                                                                |                                                 |           |                    | | |  |

### Play-offs om promotie/degradatie
Tweede ronde, heenwedstrijd:
| Donderdag 10 mei 2012, 21:00                                              | SC Cambuur | 0-0 (0-0) | VVV-Venlo | Opstelling SC Cambuur | Opstelling VVV-Venlo |  |
| Stadion: Cambuurstadion, Leeuwarden Toeschouwers: 6.743 Arbiter: Liesveld |            |           |           | Bizot, Droste, Hese 77' ( Öztürk), Van Boxel, Vosselman, El Makrini, Bakker, Türk, Dissels, Barto 88' ( Van der Heide), Schepers 74' ( De Vries) | Gentenaar, Timisela 80' ( Fleuren), Vorstermans, Yoshida, Leiwakabessy, Holla, Meeuwis , Kruijsen 56' ( Maguire), Berghuis , Nwofor 56' ( Uchebo), Wildschut |  |
| Stadion: Cambuurstadion, Leeuwarden Toeschouwers: 6.743 Arbiter: Liesveld |            |           |           | Bizot, Droste, Hese 77' ( Öztürk), Van Boxel, Vosselman, El Makrini, Bakker, Türk, Dissels, Barto 88' ( Van der Heide), Schepers 74' ( De Vries) | Gentenaar, Timisela 80' ( Fleuren), Vorstermans, Yoshida, Leiwakabessy, Holla, Meeuwis , Kruijsen 56' ( Maguire), Berghuis , Nwofor 56' ( Uchebo), Wildschut |  |
| Stadion: Cambuurstadion, Leeuwarden Toeschouwers: 6.743 Arbiter: Liesveld |            |           |           | Bizot, Droste, Hese 77' ( Öztürk), Van Boxel, Vosselman, El Makrini, Bakker, Türk, Dissels, Barto 88' ( Van der Heide), Schepers 74' ( De Vries) | Gentenaar, Timisela 80' ( Fleuren), Vorstermans, Yoshida, Leiwakabessy, Holla, Meeuwis , Kruijsen 56' ( Maguire), Berghuis , Nwofor 56' ( Uchebo), Wildschut |  |
|                                                                           |            |           |           | | |  |

Tweede ronde, return:
| Zondag 13 mei 2012, 16:30                                                        | VVV-Venlo                                      | 4-3 (2-1) | SC Cambuur                          | Opstelling VVV-Venlo | Opstelling SC Cambuur |  |
| Stadion: Seacon Stadion - De Koel -, Venlo Toeschouwers: 7.200 Arbiter: Makkelie | Berghuis 12' Berghuis 25' Holla 82' Uchebo 90' |           | 11' Türk 59' Türk 86' Van der Heide | Gentenaar, Timisela, Vorstermans 77' ( Nwofor), Yoshida, Leiwakabessy, Holla, Meeuwis , Maguire 66' ( Linssen), Berghuis 83' ( Emenike), Uchebo , Wildschut | Bizot, Droste, Hese, Van Boxel, Vosselman, El Makrini 86' ( Van der Heide), Bakker 83' ( De Vries), Türk, De Leeuw 79' ( Dissels), Barto, Schepers |  |
| Stadion: Seacon Stadion - De Koel -, Venlo Toeschouwers: 7.200 Arbiter: Makkelie |                                                |           |                                     | Gentenaar, Timisela, Vorstermans 77' ( Nwofor), Yoshida, Leiwakabessy, Holla, Meeuwis , Maguire 66' ( Linssen), Berghuis 83' ( Emenike), Uchebo , Wildschut | Bizot, Droste, Hese, Van Boxel, Vosselman, El Makrini 86' ( Van der Heide), Bakker 83' ( De Vries), Türk, De Leeuw 79' ( Dissels), Barto, Schepers |  |
| Stadion: Seacon Stadion - De Koel -, Venlo Toeschouwers: 7.200 Arbiter: Makkelie |                                                |           |                                     | Gentenaar, Timisela, Vorstermans 77' ( Nwofor), Yoshida, Leiwakabessy, Holla, Meeuwis , Maguire 66' ( Linssen), Berghuis 83' ( Emenike), Uchebo , Wildschut | Bizot, Droste, Hese, Van Boxel, Vosselman, El Makrini 86' ( Van der Heide), Bakker 83' ( De Vries), Türk, De Leeuw 79' ( Dissels), Barto, Schepers |  |
| Bijz.: VVV plaatst zich voor de volgende ronde.                                  |                                                |           |                                     | | |  |

Derde ronde, heenwedstrijd:
| Donderdag 17 mei 2012, 14:30                                          | Helmond Sport | 1-2 (0-0) | VVV-Venlo                 | Opstelling Helmond Sport | Opstelling VVV-Venlo |  |
| Stadion: Lavans Stadion, Helmond Toeschouwers: 4.142 Arbiter: Nijhuis | Koubali 57'   |           | 73' Vorstermans 87' Holla | Sengier, Verberne, Grabovac, Van der Linden, Justiana, Koubali 67' ( Bahtiri), Sequeira , Guijo-Velasco, Stachnik 71' ( Veerman), Quekel, Güvenç 90' ( Nygaard) | Gentenaar, Timisela, Vorstermans, Yoshida , Leiwakabessy, Holla , Meeuwis , Maguire 58' ( Linssen), Berghuis 89' ( Leemans ), Uchebo 71' ( Nwofor), Wildschut |  |
| Stadion: Lavans Stadion, Helmond Toeschouwers: 4.142 Arbiter: Nijhuis |               |           |                           | Sengier, Verberne, Grabovac, Van der Linden, Justiana, Koubali 67' ( Bahtiri), Sequeira , Guijo-Velasco, Stachnik 71' ( Veerman), Quekel, Güvenç 90' ( Nygaard) | Gentenaar, Timisela, Vorstermans, Yoshida , Leiwakabessy, Holla , Meeuwis , Maguire 58' ( Linssen), Berghuis 89' ( Leemans ), Uchebo 71' ( Nwofor), Wildschut |  |
| Stadion: Lavans Stadion, Helmond Toeschouwers: 4.142 Arbiter: Nijhuis |               |           |                           | Sengier, Verberne, Grabovac, Van der Linden, Justiana, Koubali 67' ( Bahtiri), Sequeira , Guijo-Velasco, Stachnik 71' ( Veerman), Quekel, Güvenç 90' ( Nygaard) | Gentenaar, Timisela, Vorstermans, Yoshida , Leiwakabessy, Holla , Meeuwis , Maguire 58' ( Linssen), Berghuis 89' ( Leemans ), Uchebo 71' ( Nwofor), Wildschut |  |
|                                                                       |               |           |                           | | |  |

Derde ronde, return:
| Zondag 20 mei 2012, 14:30                                                    | VVV-Venlo                 | 2-2 (1-2) | Helmond Sport            | Opstelling VVV-Venlo | Opstelling Helmond Sport |  |
| Stadion: Seacon Stadion - De Koel -, Venlo Toeschouwers: 8.000 Arbiter: Vink | Holla 6' Holla 68' (pen.) |           | 9' Stachnik 14' Grabovac | Gentenaar, Timisela, Vorstermans, Yoshida, Leiwakabessy 55' ( Fleuren), Holla, Meeuwis 70' ( Leemans), Linssen 61' ( Maguire), Berghuis, Uchebo , Wildschut | Sengier, Verberne 88' ( Koubali), Haastrup 90' ( Veerman), Van der Linden, Justiana, Kazlauskas , Guijo-Velasco, Güvenç 69' ( Nygaard), Stachnik , Grabovac, Quekel |  |
| Stadion: Seacon Stadion - De Koel -, Venlo Toeschouwers: 8.000 Arbiter: Vink |                           |           |                          | Gentenaar, Timisela, Vorstermans, Yoshida, Leiwakabessy 55' ( Fleuren), Holla, Meeuwis 70' ( Leemans), Linssen 61' ( Maguire), Berghuis, Uchebo , Wildschut | Sengier, Verberne 88' ( Koubali), Haastrup 90' ( Veerman), Van der Linden, Justiana, Kazlauskas , Guijo-Velasco, Güvenç 69' ( Nygaard), Stachnik , Grabovac, Quekel |  |
| Stadion: Seacon Stadion - De Koel -, Venlo Toeschouwers: 8.000 Arbiter: Vink |                           |           |                          | Gentenaar, Timisela, Vorstermans, Yoshida, Leiwakabessy 55' ( Fleuren), Holla, Meeuwis 70' ( Leemans), Linssen 61' ( Maguire), Berghuis, Uchebo , Wildschut | Sengier, Verberne 88' ( Koubali), Haastrup 90' ( Veerman), Van der Linden, Justiana, Kazlauskas , Guijo-Velasco, Güvenç 69' ( Nygaard), Stachnik , Grabovac, Quekel |  |
| Bijz.: VVV handhaaft zich in de Eredivisie.                                  |                           |           |                          | | |  |

### KNVB Beker
Tweede ronde:
| Dinsdag 20 september 2011, 18:45                                                                                 | VVV-Venlo | 0-2 (0-2) | sc Heerenveen         | Opstelling VVV-Venlo | Opstelling sc Heerenveen |  |
| Stadion: Seacon Stadion - De Koel -, Venlo Toeschouwers: 5.250 Arbiter: Wegereef                                 |           |           | 14' Narsingh 20' Dost | Udegbe, Timisela, De Regt , Yoshida, Emenike, Molhoek 46' ( Kruijsen ), Maguire , Cullen, Uchebo, Nwofor 63' ( Linssen), Musa | Vandenbussche, Janmaat, Gouweleeuw, Zomer, El Akchaoui, Đuričić 85' ( Švec), Elm, Kums, Narsingh, Dost, Martinus 74' ( Van La Parra) |  |
| Stadion: Seacon Stadion - De Koel -, Venlo Toeschouwers: 5.250 Arbiter: Wegereef                                 |           |           |                       | Udegbe, Timisela, De Regt , Yoshida, Emenike, Molhoek 46' ( Kruijsen ), Maguire , Cullen, Uchebo, Nwofor 63' ( Linssen), Musa | Vandenbussche, Janmaat, Gouweleeuw, Zomer, El Akchaoui, Đuričić 85' ( Švec), Elm, Kums, Narsingh, Dost, Martinus 74' ( Van La Parra) |  |
| Stadion: Seacon Stadion - De Koel -, Venlo Toeschouwers: 5.250 Arbiter: Wegereef                                 |           |           |                       | Udegbe, Timisela, De Regt , Yoshida, Emenike, Molhoek 46' ( Kruijsen ), Maguire , Cullen, Uchebo, Nwofor 63' ( Linssen), Musa | Vandenbussche, Janmaat, Gouweleeuw, Zomer, El Akchaoui, Đuričić 85' ( Švec), Elm, Kums, Narsingh, Dost, Martinus 74' ( Van La Parra) |  |
| Bijz.: Meeuwis geschorst (2e wedstrijd) vanwege directe rode kaart in de wedstrijd VVV – PSV. VVV uitgeschakeld. |           |           |                       | | |  |

## Oefenwedstrijden

### Voorbereiding
| Woensdag 6 juli 2011, 19:30                                                        | DEV-Arcen | 1-16 (0-10) | VVV-Venlo | Opstelling DEV-Arcen | Opstelling VVV-Venlo |  |
| Stadion: Sportpark De Hondskamp, Arcen Toeschouwers: 950 Arbiter: Reutelingsperger | Welles    |             | 1' (pen.) Maguire 2' Linssen 9' Uchebo Linssen De Regt Linssen Wildschut Uchebo Linssen Verbeek Khalouta Gülner | Welles               | Udegbe, Timisela 67' ( Van den Ban), De Regt , Emenike, Fleuren 67' ( Yoshida), Maguire 67' ( Cullen), Linssen 67' ( Verbeek), Molhoek, Musa 67' ( Dadda), Uchebo 67' ( Khalouta), Wildschut 67' ( Gülner) |  |
| Stadion: Sportpark De Hondskamp, Arcen Toeschouwers: 950 Arbiter: Reutelingsperger |           |             | | Welles               | Udegbe, Timisela 67' ( Van den Ban), De Regt , Emenike, Fleuren 67' ( Yoshida), Maguire 67' ( Cullen), Linssen 67' ( Verbeek), Molhoek, Musa 67' ( Dadda), Uchebo 67' ( Khalouta), Wildschut 67' ( Gülner) |  |
| Stadion: Sportpark De Hondskamp, Arcen Toeschouwers: 950 Arbiter: Reutelingsperger |           |             | | Welles               | Udegbe, Timisela 67' ( Van den Ban), De Regt , Emenike, Fleuren 67' ( Yoshida), Maguire 67' ( Cullen), Linssen 67' ( Verbeek), Molhoek, Musa 67' ( Dadda), Uchebo 67' ( Khalouta), Wildschut 67' ( Gülner) |  |
| Bijz.: Molhoek speelt op proef mee.                                                |           |             | |                      | |  |

| Zaterdag 9 juli 2011, 16:30                             | Wittenhorst | 0-8 (0-7) | VVV-Venlo                                                                                              | Opstelling Wittenhorst | Opstelling VVV-Venlo |  |
| Stadion: Sportpark Ter Horst, Horst Toeschouwers: 1.250 |             |           | 11' De Regt 21' Khalouta 27' Khalouta 32' Cullen 37' (pen.) Maguire 45' Linssen 45' Meeuwis 47' Uchebo | Faessen 50' ( J. Hagens), T. Zanders 68' ( Den Brok), W. Spreeuwenberg, B. Spreeuwenberg, Cuppen, Van den Bekerom 46' ( Joosten), R. Zanders 46' ( Wagemans), Boumanns 70' ( Janssen), G. Hagens, Rubie, Derks 75' ( Kusters) | Gentenaar, De Regt , Yoshida, Emenike ' ( Timisela), Fleuren, Meeuwis 60' ( Van den Ban), Maguire ' ( Molhoek, Linssen ' ( Verbeek), Khalouta ' ( Wildschut ' ( Dadda)), Uchebo, Cullen ' ( Gülner) |  |
| Stadion: Sportpark Ter Horst, Horst Toeschouwers: 1.250 |             |           | | Faessen 50' ( J. Hagens), T. Zanders 68' ( Den Brok), W. Spreeuwenberg, B. Spreeuwenberg, Cuppen, Van den Bekerom 46' ( Joosten), R. Zanders 46' ( Wagemans), Boumanns 70' ( Janssen), G. Hagens, Rubie, Derks 75' ( Kusters) | Gentenaar, De Regt , Yoshida, Emenike ' ( Timisela), Fleuren, Meeuwis 60' ( Van den Ban), Maguire ' ( Molhoek, Linssen ' ( Verbeek), Khalouta ' ( Wildschut ' ( Dadda)), Uchebo, Cullen ' ( Gülner) |  |
| Stadion: Sportpark Ter Horst, Horst Toeschouwers: 1.250 |             |           | | Faessen 50' ( J. Hagens), T. Zanders 68' ( Den Brok), W. Spreeuwenberg, B. Spreeuwenberg, Cuppen, Van den Bekerom 46' ( Joosten), R. Zanders 46' ( Wagemans), Boumanns 70' ( Janssen), G. Hagens, Rubie, Derks 75' ( Kusters) | Gentenaar, De Regt , Yoshida, Emenike ' ( Timisela), Fleuren, Meeuwis 60' ( Van den Ban), Maguire ' ( Molhoek, Linssen ' ( Verbeek), Khalouta ' ( Wildschut ' ( Dadda)), Uchebo, Cullen ' ( Gülner) |  |
|                                                         |             |           | | | |  |

| Dinsdag 12 juli 2011, 19:30                                                 | VCH | 0-8 (0-4) | VVV-Venlo                                                                                             | Opstelling VCH | Opstelling VVV-Venlo |
| Stadion: Sportpark Maassenhof, Boekend Toeschouwers: 1.100 Arbiter: Teeuwen |     |           | 9' Khalouta 23' Maguire 30' Cullen 40' (pen.) Maguire 59' Molhoek 72' Verbeek 76' Verbeek 80' Verbeek |                | De Vogt, Timisela 68' ( Van den Ban), Yoshida 68' ( De Regt), Mei, Fleuren 68' ( Emenike), Meeuwis , Maguire 46' ( Uchebo), Molhoek, Khalouta 68' ( Gülner), Linssen 68' ( Verbeek), Cullen 68' ( Dadda) |
| Stadion: Sportpark Maassenhof, Boekend Toeschouwers: 1.100 Arbiter: Teeuwen |     |           | |                | De Vogt, Timisela 68' ( Van den Ban), Yoshida 68' ( De Regt), Mei, Fleuren 68' ( Emenike), Meeuwis , Maguire 46' ( Uchebo), Molhoek, Khalouta 68' ( Gülner), Linssen 68' ( Verbeek), Cullen 68' ( Dadda) |
| Stadion: Sportpark Maassenhof, Boekend Toeschouwers: 1.100 Arbiter: Teeuwen |     |           | |                | De Vogt, Timisela 68' ( Van den Ban), Yoshida 68' ( De Regt), Mei, Fleuren 68' ( Emenike), Meeuwis , Maguire 46' ( Uchebo), Molhoek, Khalouta 68' ( Gülner), Linssen 68' ( Verbeek), Cullen 68' ( Dadda) |
| Bijz.: Mei speelt op proef mee.                                             |     |           | |                | |

| Zaterdag 16 juli 2011, 18:00                                         | Helmond Sport | 1-1 (0-1) | VVV-Venlo  | Opstelling Helmond Sport | Opstelling VVV-Venlo |  |
| Stadion: Sportpark Op de Hooven, Nederweert-Eind Toeschouwers: 1.200 | Bossman 68'   |           | 16' Uchebo | Sengier, Joppen, Haastrup , Van der Linden, Justiana, Kazlauskas, Quekel, Guijo-Velasco 46' ( Gashi), Stachnik 46' ( Bossman), Nygaard 75' ( Bahtiri), Veerman 64' ( Koubali) | Gentenaar, De Regt 77' ( Timisela), Broerse, Mei, Fleuren 68' ( Emenike), Meeuwis , Maguire 84' ( Verbeek), Linssen 77' ( Kruijsen), Dadda 88' ( Gülner), Uchebo, Cullen 65' ( Khalouta) |  |
| Stadion: Sportpark Op de Hooven, Nederweert-Eind Toeschouwers: 1.200 |               |           |            | Sengier, Joppen, Haastrup , Van der Linden, Justiana, Kazlauskas, Quekel, Guijo-Velasco 46' ( Gashi), Stachnik 46' ( Bossman), Nygaard 75' ( Bahtiri), Veerman 64' ( Koubali) | Gentenaar, De Regt 77' ( Timisela), Broerse, Mei, Fleuren 68' ( Emenike), Meeuwis , Maguire 84' ( Verbeek), Linssen 77' ( Kruijsen), Dadda 88' ( Gülner), Uchebo, Cullen 65' ( Khalouta) |  |
| Stadion: Sportpark Op de Hooven, Nederweert-Eind Toeschouwers: 1.200 |               |           |            | Sengier, Joppen, Haastrup , Van der Linden, Justiana, Kazlauskas, Quekel, Guijo-Velasco 46' ( Gashi), Stachnik 46' ( Bossman), Nygaard 75' ( Bahtiri), Veerman 64' ( Koubali) | Gentenaar, De Regt 77' ( Timisela), Broerse, Mei, Fleuren 68' ( Emenike), Meeuwis , Maguire 84' ( Verbeek), Linssen 77' ( Kruijsen), Dadda 88' ( Gülner), Uchebo, Cullen 65' ( Khalouta) |  |
| Bijz.: Broerse en Mei spelen op proef mee.                           |               |           |            | | |  |

| Donderdag 21 juli 2011, 19:30 | Helders Elftal | 0-2 (0-1) | VVV-Venlo                      | Opstelling Helders Elftal | Opstelling VVV-Venlo |
| Stadion: Sportpark De Streepjesberg, Den Helder Toeschouwers: 2.300 Arbiter: Tekloeze                                                                            |                |           | 18' (pen.) Linssen 47' Linssen |                           | Udegbe, Timisela 79' ( Van den Ban), Yoshida, De Regt , Fleuren, Molhoek 79' ( Maguire), Kruijsen, Linssen 79' ( Verbeek), Dadda 70' ( Khalouta), Uchebo, Cullen |
| Stadion: Sportpark De Streepjesberg, Den Helder Toeschouwers: 2.300 Arbiter: Tekloeze                                                                            |                |           |                                |                           | Udegbe, Timisela 79' ( Van den Ban), Yoshida, De Regt , Fleuren, Molhoek 79' ( Maguire), Kruijsen, Linssen 79' ( Verbeek), Dadda 70' ( Khalouta), Uchebo, Cullen |
| Stadion: Sportpark De Streepjesberg, Den Helder Toeschouwers: 2.300 Arbiter: Tekloeze                                                                            |                |           |                                |                           | Udegbe, Timisela 79' ( Van den Ban), Yoshida, De Regt , Fleuren, Molhoek 79' ( Maguire), Kruijsen, Linssen 79' ( Verbeek), Dadda 70' ( Khalouta), Uchebo, Cullen |
| Bijz.: Halve finale Maritiem Toernooi. VVV plaatst zich voor finale, evenals Jong Ajax dat na een 1-1 gelijkspel FC Volendam na strafschoppen (4-3) uitschakelt. |                |           |                                |                           | |

| Zaterdag 23 juli 2011, 19:30                                                      | Jong Ajax | 1-2 (1-1) | VVV-Venlo              | Opstelling Jong Ajax | Opstelling VVV-Venlo |  |
| Stadion: Sportpark De Streepjesberg, Den Helder Toeschouwers: 2.400 Arbiter: Vink | Arıca 31' |           | 28' Yoshida 81' Cullen | Hahn, Ligeon, Van Rhijn , Van der Heijden, Toivomäki, Aissati, Forrester 55' ( Boere), De Kamps 36' ( Kip), Lukoki, El Hamdaoui 46' ( Castillion), Arıca 55' ( Denswil) | Gentenaar, Timisela, Yoshida, De Regt, Kruijsen, Maguire, Meeuwis , Molhoek, Khalouta 66' ( Dadda), Uchebo 46' ( Wildschut), Linssen 46' ( Cullen) |  |
| Stadion: Sportpark De Streepjesberg, Den Helder Toeschouwers: 2.400 Arbiter: Vink |           |           |                        | Hahn, Ligeon, Van Rhijn , Van der Heijden, Toivomäki, Aissati, Forrester 55' ( Boere), De Kamps 36' ( Kip), Lukoki, El Hamdaoui 46' ( Castillion), Arıca 55' ( Denswil) | Gentenaar, Timisela, Yoshida, De Regt, Kruijsen, Maguire, Meeuwis , Molhoek, Khalouta 66' ( Dadda), Uchebo 46' ( Wildschut), Linssen 46' ( Cullen) |  |
| Stadion: Sportpark De Streepjesberg, Den Helder Toeschouwers: 2.400 Arbiter: Vink |           |           |                        | Hahn, Ligeon, Van Rhijn , Van der Heijden, Toivomäki, Aissati, Forrester 55' ( Boere), De Kamps 36' ( Kip), Lukoki, El Hamdaoui 46' ( Castillion), Arıca 55' ( Denswil) | Gentenaar, Timisela, Yoshida, De Regt, Kruijsen, Maguire, Meeuwis , Molhoek, Khalouta 66' ( Dadda), Uchebo 46' ( Wildschut), Linssen 46' ( Cullen) |  |
| Bijz.: VVV winnaar Maritiem Toernooi.                                             |           |           |                        | | |  |

| Dinsdag 26 juli 2011, 19:30                                                    | VVV-Venlo                           | 3-1 (2-0) | Alemannia Aachen | Opstelling VVV-Venlo | Opstelling Alemannia Aachen                                                               |  |
| Stadion: Sportpark Dijckerhof, Reuver Toeschouwers: 1.600 Arbiter: Wiedemeijer | Linssen 19' Maguire 31' Linssen 68' |           | 66' Ajani        | Gentenaar, De Regt, Yoshida, Mei, Emenike 75' ( Fleuren), Maguire, Meeuwis , Kruijsen, Linssen 73' ( Verbeek), Wildschut 78' ( Dadda), Cullen | Hohs, Hofmann, Klitzsch, Ajani, Achenbach, Yabo, Wilschrey, Lubasa, Radu, Bäcker, Marquet |  |
| Stadion: Sportpark Dijckerhof, Reuver Toeschouwers: 1.600 Arbiter: Wiedemeijer |                                     |           |                  | Gentenaar, De Regt, Yoshida, Mei, Emenike 75' ( Fleuren), Maguire, Meeuwis , Kruijsen, Linssen 73' ( Verbeek), Wildschut 78' ( Dadda), Cullen | Hohs, Hofmann, Klitzsch, Ajani, Achenbach, Yabo, Wilschrey, Lubasa, Radu, Bäcker, Marquet |  |
| Stadion: Sportpark Dijckerhof, Reuver Toeschouwers: 1.600 Arbiter: Wiedemeijer |                                     |           |                  | Gentenaar, De Regt, Yoshida, Mei, Emenike 75' ( Fleuren), Maguire, Meeuwis , Kruijsen, Linssen 73' ( Verbeek), Wildschut 78' ( Dadda), Cullen | Hohs, Hofmann, Klitzsch, Ajani, Achenbach, Yabo, Wilschrey, Lubasa, Radu, Bäcker, Marquet |  |
| Bijz.: Mei speelt op proef mee.                                                |                                     |           |                  | |                                                                                           |  |

| Zaterdag 30 juli 2011, 16:00                                                     | VVV-Venlo                 | 2-0 (2-0) | Getafe | Opstelling VVV-Venlo | Opstelling Getafe                                                                           |  |
| Stadion: Seacon Stadion - De Koel -, Venlo Toeschouwers: 5.000 Arbiter: Liesveld | Linssen 20' Wildschut 35' |           |        | Gentenaar, De Regt, Yoshida, Mei, Emenike 84' ( Fleuren), Maguire, Meeuwis 79' ( Molhoek), Kruijsen, Linssen 77' ( Dadda), Wildschut 84' ( Uchebo), Cullen | Codina, Díaz , Mané, Lacen, Colunga, Castro , Rafa, Torres , Casquero , Rodríguez , Barrada |  |
| Stadion: Seacon Stadion - De Koel -, Venlo Toeschouwers: 5.000 Arbiter: Liesveld |                           |           |        | Gentenaar, De Regt, Yoshida, Mei, Emenike 84' ( Fleuren), Maguire, Meeuwis 79' ( Molhoek), Kruijsen, Linssen 77' ( Dadda), Wildschut 84' ( Uchebo), Cullen | Codina, Díaz , Mané, Lacen, Colunga, Castro , Rafa, Torres , Casquero , Rodríguez , Barrada |  |
| Stadion: Seacon Stadion - De Koel -, Venlo Toeschouwers: 5.000 Arbiter: Liesveld |                           |           |        | Gentenaar, De Regt, Yoshida, Mei, Emenike 84' ( Fleuren), Maguire, Meeuwis 79' ( Molhoek), Kruijsen, Linssen 77' ( Dadda), Wildschut 84' ( Uchebo), Cullen | Codina, Díaz , Mané, Lacen, Colunga, Castro , Rafa, Torres , Casquero , Rodríguez , Barrada |  |
| Bijz.: VVV wint 8e editie Herman Teeuwen Memorial.                               |                           |           |        | |                                                                                             |  |

### Tijdens het seizoen
| Donderdag 1 september 2011, 15:30                                                     | VVV-Venlo | 0-0 (0-0) | KVC Westerlo | Opstelling VVV-Venlo | Opstelling KVC Westerlo |  |
| Stadion: Sportpark De Bakenbos (TSC '04), Tegelen Toeschouwers: 325 Arbiter: Theeuwen |           |           |              | De Vogt, Timisela, Mei, De Regt, Emenike 57' ( Fleuren), Maguire, Meeuwis 76' ( Khalouta), Molhoek 39' ( Kruijsen), Linssen, Uchebo 57' ( Wildschut), Cullen 76' ( Dadda) | Vanhamel, Vanaudenaerde ' ( De Greef), Corstjens, Wils, Farssi, Yulu-Matondo, De Petter, Juande, Annab, Marcão, Arbeitman RESERVEBANK: Vanthournout, Van Hout, Bastiaens, Cabeke, Liliu, Mbuyi-Mutombo, Engelen, Van den Buijs |  |
| Stadion: Sportpark De Bakenbos (TSC '04), Tegelen Toeschouwers: 325 Arbiter: Theeuwen |           |           |              | De Vogt, Timisela, Mei, De Regt, Emenike 57' ( Fleuren), Maguire, Meeuwis 76' ( Khalouta), Molhoek 39' ( Kruijsen), Linssen, Uchebo 57' ( Wildschut), Cullen 76' ( Dadda) | Vanhamel, Vanaudenaerde ' ( De Greef), Corstjens, Wils, Farssi, Yulu-Matondo, De Petter, Juande, Annab, Marcão, Arbeitman RESERVEBANK: Vanthournout, Van Hout, Bastiaens, Cabeke, Liliu, Mbuyi-Mutombo, Engelen, Van den Buijs |  |
| Stadion: Sportpark De Bakenbos (TSC '04), Tegelen Toeschouwers: 325 Arbiter: Theeuwen |           |           |              | De Vogt, Timisela, Mei, De Regt, Emenike 57' ( Fleuren), Maguire, Meeuwis 76' ( Khalouta), Molhoek 39' ( Kruijsen), Linssen, Uchebo 57' ( Wildschut), Cullen 76' ( Dadda) | Vanhamel, Vanaudenaerde ' ( De Greef), Corstjens, Wils, Farssi, Yulu-Matondo, De Petter, Juande, Annab, Marcão, Arbeitman RESERVEBANK: Vanthournout, Van Hout, Bastiaens, Cabeke, Liliu, Mbuyi-Mutombo, Engelen, Van den Buijs |  |
|                                                                                       |           |           |              | | |  |

| Dinsdag 6 september 2011, 15:30                        | VVV-Venlo  | 1-2 (0-1) | Lierse SK               | Opstelling VVV-Venlo | Opstelling Lierse SK |  |
| Stadion: Sportpark Kerkebos, Swolgen Toeschouwers: 500 | Cullen 56' |           | 43' Dequevy 89' Dequevy | Udegbe, Timisela 46' ( Mei), Heesen 46' ( De Regt), Jeurissen 46' ( Emenike), Fleuren, Kruijsen 46' ( Maguire), Molhoek, Dadda 46' ( Cullen), Khalouta ' ( Verbeek), Uchebo ' ( Linssen), Wildschut 46' ( Nwofor) | Goris 46' ( Sels), Thompson 65' ( Claes), Grnčarov 65' ( Davids), Saïdi 46' ( Frans), Ayew, Vandooren, Wils, Marić, Dequevy, Huysegems 65' ( Kovács), Bekoe 46' ( Cavens) |  |
| Stadion: Sportpark Kerkebos, Swolgen Toeschouwers: 500 |            |           |                         | Udegbe, Timisela 46' ( Mei), Heesen 46' ( De Regt), Jeurissen 46' ( Emenike), Fleuren, Kruijsen 46' ( Maguire), Molhoek, Dadda 46' ( Cullen), Khalouta ' ( Verbeek), Uchebo ' ( Linssen), Wildschut 46' ( Nwofor) | Goris 46' ( Sels), Thompson 65' ( Claes), Grnčarov 65' ( Davids), Saïdi 46' ( Frans), Ayew, Vandooren, Wils, Marić, Dequevy, Huysegems 65' ( Kovács), Bekoe 46' ( Cavens) |  |
| Stadion: Sportpark Kerkebos, Swolgen Toeschouwers: 500 |            |           |                         | Udegbe, Timisela 46' ( Mei), Heesen 46' ( De Regt), Jeurissen 46' ( Emenike), Fleuren, Kruijsen 46' ( Maguire), Molhoek, Dadda 46' ( Cullen), Khalouta ' ( Verbeek), Uchebo ' ( Linssen), Wildschut 46' ( Nwofor) | Goris 46' ( Sels), Thompson 65' ( Claes), Grnčarov 65' ( Davids), Saïdi 46' ( Frans), Ayew, Vandooren, Wils, Marić, Dequevy, Huysegems 65' ( Kovács), Bekoe 46' ( Cavens) |  |
|                                                        |            |           |                         | | |  |

| Vrijdag 7 oktober 2011, 15:00                                                 | Fortuna Düsseldorf                            | 4-0 (2-0) | VVV-Venlo | Opstelling Fortuna Düsseldorf | Opstelling VVV-Venlo |  |
| Stadion: Stadion Hoher Busch, Viersen () Toeschouwers: 600 Arbiter: Tunnissen | Bodzek 2' Jovanović 28' Aouadhi 77' Maheu 82' |           |           | Krauss, Weber 46' ( Levels), Schwertfeger 79' ( Al-Hazaimeh), Juanan, Dum 84' ( Incilli), Bodzek , Fink 46' ( Aouadhi), Bröker 60' ( Maheu), Ilsø, Lambertz 60' ( Van den Bergh), Jovanović 60' ( Königs) | Udegbe, Timisela, De Regt , Emenike, Fleuren, Maguire, Meeuwis , Linssen 60' ( Kruijsen), Wildschut, Nwofor 60' ( Uchebo), Dadda 60' ( Cullen) |  |
| Stadion: Stadion Hoher Busch, Viersen () Toeschouwers: 600 Arbiter: Tunnissen |                                               |           |           | Krauss, Weber 46' ( Levels), Schwertfeger 79' ( Al-Hazaimeh), Juanan, Dum 84' ( Incilli), Bodzek , Fink 46' ( Aouadhi), Bröker 60' ( Maheu), Ilsø, Lambertz 60' ( Van den Bergh), Jovanović 60' ( Königs) | Udegbe, Timisela, De Regt , Emenike, Fleuren, Maguire, Meeuwis , Linssen 60' ( Kruijsen), Wildschut, Nwofor 60' ( Uchebo), Dadda 60' ( Cullen) |  |
| Stadion: Stadion Hoher Busch, Viersen () Toeschouwers: 600 Arbiter: Tunnissen |                                               |           |           | Krauss, Weber 46' ( Levels), Schwertfeger 79' ( Al-Hazaimeh), Juanan, Dum 84' ( Incilli), Bodzek , Fink 46' ( Aouadhi), Bröker 60' ( Maheu), Ilsø, Lambertz 60' ( Van den Bergh), Jovanović 60' ( Königs) | Udegbe, Timisela, De Regt , Emenike, Fleuren, Maguire, Meeuwis , Linssen 60' ( Kruijsen), Wildschut, Nwofor 60' ( Uchebo), Dadda 60' ( Cullen) |  |
|                                                                               |                                               |           |           | | |  |

| Maandag 9 januari 2012, 15:00                                                              | VfB Stuttgart II               | 2-2 (2-0) | VVV-Venlo             | Opstelling VfB Stuttgart II | Opstelling VVV-Venlo |  |
| Stadion: World of Wonders Topkapi Palace Hotel Football Complex, Kundu () Toeschouwers: 11 | Rathgeb 52' (pen.) Karataş 60' |           | 84' Nwofor 90' Nwofor | Stolz, Vecchione, Vier 19' ( Kiefer), Röcker, Lang 16' ( Maurer), Kuhn 70' ( Berko), Khedira, Rathgeb, Karataş, Benyamina 46' ( Aschauer), Breier 70' ( Schmidt) | Udegbe 46' ( Baart), Timisela 65' ( De Regt), Yoshida, Vorstermans 65' ( Mei), Leiwakabessy 65' ( Fleuren), Molhoek 65' ( Maguire), Meeuwis , Linssen, Wildschut 85' ( Verbeek), Nwofor, Cullen |  |
| Stadion: World of Wonders Topkapi Palace Hotel Football Complex, Kundu () Toeschouwers: 11 |                                |           |                       | Stolz, Vecchione, Vier 19' ( Kiefer), Röcker, Lang 16' ( Maurer), Kuhn 70' ( Berko), Khedira, Rathgeb, Karataş, Benyamina 46' ( Aschauer), Breier 70' ( Schmidt) | Udegbe 46' ( Baart), Timisela 65' ( De Regt), Yoshida, Vorstermans 65' ( Mei), Leiwakabessy 65' ( Fleuren), Molhoek 65' ( Maguire), Meeuwis , Linssen, Wildschut 85' ( Verbeek), Nwofor, Cullen |  |
| Stadion: World of Wonders Topkapi Palace Hotel Football Complex, Kundu () Toeschouwers: 11 |                                |           |                       | Stolz, Vecchione, Vier 19' ( Kiefer), Röcker, Lang 16' ( Maurer), Kuhn 70' ( Berko), Khedira, Rathgeb, Karataş, Benyamina 46' ( Aschauer), Breier 70' ( Schmidt) | Udegbe 46' ( Baart), Timisela 65' ( De Regt), Yoshida, Vorstermans 65' ( Mei), Leiwakabessy 65' ( Fleuren), Molhoek 65' ( Maguire), Meeuwis , Linssen, Wildschut 85' ( Verbeek), Nwofor, Cullen |  |
| Bijz.: Baart speelt op proef mee.                                                          |                                |           |                       | | |  |

| Vrijdag 13 januari 2012, 15:00                                  | Dynamo Dresden                                  | 4-1 (0-1) | VVV-Venlo  | Opstelling Dynamo Dresden | Opstelling VVV-Venlo |  |
| Stadion: Miracle Resort Hotel Field 1, Lara () Toeschouwers: 50 | Heller 47' Dedič 53' Dedič 59' (pen.) Dedič 79' |           | 29' Nwofor | Hesl 46' ( Kirsten), Schuppan 46' ( Gueye), Möckel 46' ( Jungwirth), Leistner 46' ( Brégerie), Schnetzler, Trojan 46' ( Knoll), Fiél 46' ( Papadopoulos), Jungnickel 46' ( Kegel), Pfeffer, Fořt 46' ( Dedič), Heller | Gentenaar 29' ( Udegbe), Timisela 75' ( Mei), Yoshida, Vorstermans 46' ( De Regt), Leiwakabessy 46' ( Fleuren), Meeuwis , Kruijsen 75' ( Emenike), Verbeek 75' ( Dadda), Linssen, Nwofor, Cullen 46' ( Wildschut) |  |
| Stadion: Miracle Resort Hotel Field 1, Lara () Toeschouwers: 50 |                                                 |           |            | Hesl 46' ( Kirsten), Schuppan 46' ( Gueye), Möckel 46' ( Jungwirth), Leistner 46' ( Brégerie), Schnetzler, Trojan 46' ( Knoll), Fiél 46' ( Papadopoulos), Jungnickel 46' ( Kegel), Pfeffer, Fořt 46' ( Dedič), Heller | Gentenaar 29' ( Udegbe), Timisela 75' ( Mei), Yoshida, Vorstermans 46' ( De Regt), Leiwakabessy 46' ( Fleuren), Meeuwis , Kruijsen 75' ( Emenike), Verbeek 75' ( Dadda), Linssen, Nwofor, Cullen 46' ( Wildschut) |  |
| Stadion: Miracle Resort Hotel Field 1, Lara () Toeschouwers: 50 |                                                 |           |            | Hesl 46' ( Kirsten), Schuppan 46' ( Gueye), Möckel 46' ( Jungwirth), Leistner 46' ( Brégerie), Schnetzler, Trojan 46' ( Knoll), Fiél 46' ( Papadopoulos), Jungnickel 46' ( Kegel), Pfeffer, Fořt 46' ( Dedič), Heller | Gentenaar 29' ( Udegbe), Timisela 75' ( Mei), Yoshida, Vorstermans 46' ( De Regt), Leiwakabessy 46' ( Fleuren), Meeuwis , Kruijsen 75' ( Emenike), Verbeek 75' ( Dadda), Linssen, Nwofor, Cullen 46' ( Wildschut) |  |
|                                                                 |                                                 |           |            | | |  |

### Eindstand
| №  | Club             | WG | W  | G  | V  | DV | DT | +/– | Punten |
| -- | ---------------- | -- | -- | -- | -- | -- | -- | --- | ------ |
|    | Ajax             | 34 | 23 | 7  | 4  | 93 | 36 | +57 | 76     |
| 2  | Feyenoord        | 34 | 21 | 7  | 6  | 70 | 37 | +33 | 70     |
| 3  | PSV              | 34 | 21 | 6  | 7  | 87 | 47 | +40 | 69     |
| 4  | AZ               | 34 | 19 | 8  | 7  | 64 | 35 | +29 | 65     |
| 5  | sc Heerenveen    | 34 | 18 | 10 | 6  | 79 | 59 | +20 | 64     |
| 6  | FC Twente        | 34 | 17 | 9  | 8  | 82 | 46 | +36 | 60     |
| 7  | Vitesse          | 34 | 15 | 8  | 11 | 48 | 43 | +5  | 53     |
| 8  | N.E.C.           | 34 | 13 | 6  | 15 | 42 | 45 | –3  | 45     |
| 9  | RKC Waalwijk     | 34 | 13 | 6  | 15 | 40 | 49 | –9  | 45     |
| 10 | Roda JC Kerkrade | 34 | 14 | 2  | 18 | 55 | 70 | –15 | 44     |
| 11 | FC Utrecht       | 34 | 11 | 10 | 13 | 55 | 58 | –3  | 43     |
| 12 | Heracles Almelo  | 34 | 11 | 7  | 16 | 52 | 62 | –10 | 40     |
| 13 | NAC Breda        | 34 | 10 | 8  | 16 | 45 | 54 | –9  | 38     |
| 14 | FC Groningen     | 34 | 10 | 7  | 17 | 41 | 61 | –20 | 37     |
| 15 | ADO Den Haag     | 34 | 8  | 8  | 18 | 38 | 67 | –29 | 32     |
| 16 | VVV-Venlo        | 34 | 9  | 4  | 21 | 42 | 78 | –36 | 31     |
| 17 | De Graafschap    | 34 | 6  | 6  | 22 | 36 | 74 | –38 | 24     |
| 18 | Excelsior        | 34 | 4  | 7  | 23 | 28 | 75 | –47 | 19     |

## Statistieken
Legenda
- W Wedstrijden
- Doelpunt
- Gele kaart
- 2× gele kaart in 1 wedstrijd
- Rode kaart

| Nat.               | Spelersnaam          | Eredivisie | Eredivisie | Eredivisie | Eredivisie | Eredivisie |  | KNVB beker | KNVB beker | KNVB beker | KNVB beker | KNVB beker |  | Play-offs | Play-offs | Play-offs | Play-offs | Play-offs |  | Totaal | Totaal | Totaal | Totaal | Totaal |
| ------------------ | -------------------- | ---------- | ---------- | ---------- | ---------- | ---------- |  | ---------- | ---------- | ---------- | ---------- | ---------- |  | --------- | --------- | --------- | --------- | --------- |  | ------ | ------ | ------ | ------ | ------ |
| Nat.               | Spelersnaam          | W          |            |            |            |            |  | W          |            |            |            |            |  | W         |           |           |           |           |  | W      |        |        |        |        |
| Keepers            |                      |            |            |            |            |            |  |            |            |            |            |            |  |           |           |           |           |           |  |        |        |        |        |        |
| Vlag van Nederland | Dennis Gentenaar     | 24         | 0          | 0          | 0          | 0          |  | 0          | 0          | 0          | 0          | 0          |  | 4         | 0         | 0         | 0         | 0         |  | 28     | 0      | 0      | 0      | 0      |
| Vlag van Duitsland | Robin Udegbe         | 1          | 0          | 0          | 0          | 0          |  | 1          | 0          | 0          | 0          | 0          |  | 0         | 0         | 0         | 0         | 0         |  | 11     | 0      | 0      | 0      | 0      |
| Vlag van Nederland | Wilko de Vogt        | 10         | 0          | 0          | 0          | 0          |  | 0          | 0          | 0          | 0          | 0          |  | 0         | 0         | 0         | 0         | 0         |  | 10     | 0      | 0      | 0      | 0      |
| Verdediging        |                      |            |            |            |            |            |  |            |            |            |            |            |  |           |           |           |           |           |  |        |        |        |        |        |
| Vlag van Nederland | Mike van den Ban     | 0          | 0          | 0          | 0          | 0          |  | 0          | 0          | 0          | 0          | 0          |  | 0         | 0         | 0         | 0         | 0         |  | 0      | 0      | 0      | 0      | 0      |
| Vlag van Nigeria   | Alex Emenike         | 13         | 0          | 4          | 0          | 0          |  | 1          | 0          | 0          | 0          | 0          |  | 1         | 0         | 0         | 0         | 0         |  | 15     | 0      | 4      | 0      | 0      |
| Vlag van Nederland | Niels Fleuren        | 14         | 0          | 4          | 0          | 0          |  | 0          | 0          | 0          | 0          | 0          |  | 2         | 0         | 0         | 0         | 0         |  | 16     | 0      | 4      | 0      | 0      |
| Vlag van Nederland | Jeffrey Leiwakabessy | 17         | 0          | 2          | 0          | 0          |  | 0          | 0          | 0          | 0          | 0          |  | 4         | 0         | 0         | 0         | 0         |  | 21     | 0      | 2      | 0      | 0      |
| Vlag van Italië    | Andrea Mei           | 11         | 0          | 2          | 0          | 1          |  | 0          | 0          | 0          | 0          | 0          |  | 0         | 0         | 0         | 0         | 0         |  | 11     | 0      | 2      | 0      | 1      |
| Vlag van Nederland | Ferry de Regt        | 23         | 1          | 3          | 1          | 0          |  | 1          | 0          | 1          | 0          | 0          |  | 0         | 0         | 0         | 0         | 0         |  | 24     | 1      | 4      | 1      | 0      |
| Vlag van Nederland | Michael Timisela     | 28         | 0          | 3          | 0          | 0          |  | 1          | 0          | 0          | 0          | 0          |  | 4         | 0         | 0         | 0         | 0         |  | 33     | 0      | 3      | 0      | 0      |
| Vlag van Nederland | Ismo Vorstermans     | 16         | 1          | 3          | 0          | 0          |  | 0          | 0          | 0          | 0          | 0          |  | 4         | 1         | 0         | 0         | 0         |  | 20     | 2      | 3      | 0      | 0      |
| Vlag van Japan     | Maya Yoshida         | 32         | 5          | 4          | 0          | 1          |  | 1          | 0          | 0          | 0          | 0          |  | 4         | 0         | 1         | 0         | 0         |  | 37     | 5      | 5      | 0      | 1      |
| Middenveld         |                      |            |            |            |            |            |  |            |            |            |            |            |  |           |           |           |           |           |  |        |        |        |        |        |
| Vlag van Japan     | Robert Cullen        | 28         | 3          | 2          | 0          | 0          |  | 1          | 0          | 0          | 0          | 0          |  | 0         | 0         | 0         | 0         | 0         |  | 29     | 3      | 2      | 0      | 0      |
| Vlag van Nederland | Danny Holla          | 16         | 2          | 3          | 0          | 0          |  | 0          | 0          | 0          | 0          | 0          |  | 4         | 4         | 1         | 0         | 0         |  | 20     | 6      | 4      | 0      | 0      |
| Vlag van Nederland | Quin Kruijsen        | 18         | 1          | 1          | 0          | 0          |  | 1          | 0          | 1          | 0          | 0          |  | 1         | 0         | 0         | 0         | 0         |  | 20     | 1      | 2      | 0      | 0      |
| Vlag van België    | Ken Leemans          | 1          | 0          | 0          | 0          | 0          |  | 0          | 0          | 0          | 0          | 0          |  | 2         | 0         | 1         | 0         | 0         |  | 3      | 0      | 1      | 0      | 0      |
| Vlag van Nederland | Barry Maguire        | 23         | 4          | 2          | 0          | 0          |  | 1          | 0          | 1          | 0          | 0          |  | 4         | 0         | 0         | 0         | 0         |  | 28     | 4      | 3      | 0      | 0      |
| Vlag van Nederland | Marcel Meeuwis       | 32         | 0          | 3          | 0          | 1          |  | 0          | 0          | 0          | 0          | 0          |  | 4         | 0         | 0         | 0         | 0         |  | 36     | 0      | 3      | 0      | 1      |
| Vlag van Nederland | Rogier Molhoek       | 13         | 0          | 2          | 0          | 1          |  | 1          | 0          | 0          | 0          | 0          |  | 0         | 0         | 0         | 0         | 0         |  | 14     | 0      | 2      | 0      | 1      |
| Aanval             |                      |            |            |            |            |            |  |            |            |            |            |            |  |           |           |           |           |           |  |        |        |        |        |        |
| Vlag van Nederland | Steven Berghuis      | 16         | 2          | 2          | 0          | 0          |  | 0          | 0          | 0          | 0          | 0          |  | 4         | 2         | 1         | 0         | 0         |  | 20     | 4      | 3      | 0      | 0      |
| Vlag van Nederland | Soufiane Dadda       | 4          | 0          | 0          | 0          | 0          |  | 0          | 0          | 0          | 0          | 0          |  | 0         | 0         | 0         | 0         | 0         |  | 4      | 0      | 0      | 0      | 0      |
| Vlag van Nederland | Anil Gülner          | 0          | 0          | 0          | 0          | 0          |  | 0          | 0          | 0          | 0          | 0          |  | 0         | 0         | 0         | 0         | 0         |  | 0      | 0      | 0      | 0      | 0      |
| Vlag van Marokko   | Aziz Khalouta        | 0          | 0          | 0          | 0          | 0          |  | 0          | 0          | 0          | 0          | 0          |  | 0         | 0         | 0         | 0         | 0         |  | 0      | 0      | 0      | 0      | 0      |
| Vlag van Nederland | Bryan Linssen        | 26         | 4          | 6          | 0          | 1          |  | 1          | 0          | 0          | 0          | 0          |  | 3         | 0         | 0         | 0         | 0         |  | 30     | 4      | 6      | 0      | 1      |
| Vlag van Nigeria   | Ahmed Musa           | 14         | 3          | 1          | 1          | 0          |  | 1          | 0          | 0          | 0          | 0          |  | 0         | 0         | 0         | 0         | 0         |  | 15     | 3      | 1      | 1      | 0      |
| Vlag van Nigeria   | Uche Nwofor          | 27         | 5          | 3          | 0          | 0          |  | 1          | 0          | 0          | 0          | 0          |  | 3         | 0         | 0         | 0         | 0         |  | 31     | 5      | 3      | 0      | 0      |
| Vlag van Nigeria   | Michael Uchebo       | 28         | 3          | 1          | 0          | 0          |  | 1          | 0          | 0          | 0          | 0          |  | 4         | 1         | 2         | 0         | 0         |  | 33     | 4      | 3      | 0      | 0      |
| Vlag van Nederland | Rick Verbeek         | 4          | 0          | 0          | 0          | 0          |  | 0          | 0          | 0          | 0          | 0          |  | 0         | 0         | 0         | 0         | 0         |  | 4      | 0      | 0      | 0      | 0      |
| Vlag van Nederland | Yanic Wildschut      | 29         | 7          | 1          | 0          | 0          |  | 0          | 0          | 0          | 0          | 0          |  | 4         | 0         | 0         | 0         | 0         |  | 33     | 7      | 1      | 0      | 0      |
| Nat.               | Spelersnaam          | W          |            |            |            |            |  | W          |            |            |            |            |  | W         |           |           |           |           |  | W      |        |        |        |        |
| Nat.               | Spelersnaam          | Eredivisie | Eredivisie | Eredivisie | Eredivisie | Eredivisie |  | KNVB Beker | KNVB Beker | KNVB Beker | KNVB Beker | KNVB Beker |  | Play-offs | Play-offs | Play-offs | Play-offs | Play-offs |  | Totaal | Totaal | Totaal | Totaal | Totaal |

### Topscorers 2011/2012
| Nr.    | Naam                          | Goal |
| ------ | ----------------------------- | ---- |
| 1.     | Yanic Wildschut               | 7    |
| 2.     | Uche Nwofor                   | 5    |
|        | Maya Yoshida                  | 5    |
| 4.     | Bryan Linssen                 | 4    |
|        | Barry Maguire                 | 4    |
| 6.     | Ahmed Musa                    | 3    |
|        | Robert Cullen                 | 3    |
|        | Michael Uchebo                | 3    |
| 9.     | Danny Holla                   | 2    |
|        | Steven Berghuis               | 2    |
| 11.    | Ferry de Regt                 | 1    |
|        | Ismo Vorstermans              | 1    |
| 13.    | Quin Kruijsen                 | 1    |
| 14.    | Kenneth Omeruo (ADO Den Haag) | 1    |
| Totaal | Totaal                        | 42   |

| Nr.    | Naam             | Goal |
| ------ | ---------------- | ---- |
| 1.     | Danny Holla      | 4    |
| 2.     | Steven Berghuis  | 2    |
| 3.     | Michael Uchebo   | 1    |
| 4.     | Ismo Vorstermans | 1    |
| Totaal | Totaal           | 8    |

| Nr.    | Naam            | Goal |
| ------ | --------------- | ---- |
| 1.     | Bryan Linssen   | 12   |
| 2.     | Michael Uchebo  | 5    |
|        | Barry Maguire   | 5    |
| 4.     | Aziz Khalouta   | 4    |
|        | Rick Verbeek    | 4    |
|        | Robert Cullen   | 4    |
| 7.     | Yanic Wildschut | 3    |
|        | Uche Nwofor     | 3    |
| 9.     | Ferry de Regt   | 2    |
| 10.    | Anil Gülner     | 1    |
|        | Marcel Meeuwis  | 1    |
|        | Rogier Molhoek  | 1    |
| 13.    | Maya Yoshida    | 1    |
| Totaal | Totaal          | 46   |